# طیف اوتیسم
طیف اوتیسم (به انگلیسی: Autism Spectrum) که عموماً به آن اوتیسم یا درخودماندگی می‌گویند، یک اختلال عصبی تکوینی با وجود مشکلات جدی در تعاملات اجتماعی، و ارتباطات کلامی و غیرکلامی و وجود رفتارهای تکراری و علایق محدود فرد است. واکنش‌های غیرمعمول به محرک حسی و تأکید فرد بر حفظ ثبات و روال‌هایی خاص در زندگی نیز از نشانه‌های شایع این اختلال هستند. اوتیسم به‌طور رسمی در سازمان بهداشت جهانی و انجمن روان‌پزشکی آمریکا با عنوان اختلال طیف اوتیسم (به انگلیسی: Autism Spectrum Disorder) و در خدمات ملی بهداشت انگلستان با عنوان وضعیت طیف اوتیسم (به انگلیسی: Autism Spectrum Condition) شناخته می‌شود و از منظر حقوقی و پزشکی نوعی ناتوانی از گروه ناتوانی‌های رشدی-عصبی تعریف شده است.
اوتیسم، توسط بسیاری از منابع روان‌پزشکی به عنوان یک اختلال طیفی در نظر گرفته می‌شود. اختلال طیفی اختلالی است که می‌تواند از فردی به فرد دیگر متفاوت ظاهر شود و هر فرد ممکن است برخی از ویژگی‌های مرتبط با آن، اما نه همه آن‌ها را به درجات بسیار متفاوتی نشان دهد. به کسانی که ویژگی‌های این طیف اختلالی را دارند اوتیستیک گفته می‌شود. افراد اوتیستیک مختلف، ممکن است ویژگی‌های متفاوتی از خود نشان دهند و ویژگی‌های این اختلال طیف‌گونه ممکن است در زمان‌های مختلف به شکل متفاوتی در هر فرد ظاهر شود. تنوع زیادی در سطح حمایتی که افراد اوتیستیک به آن نیاز دارند دیده می‌شود. برخی از افراد اوتیستیک توانایی صحبت و گفتار را به‌طور کلی ندارند، در حالی که برخی دیگر به‌طور نسبی دارای توانایی گفتاری بدون نقض هستند.
طیف اوتیسم از نظر تاریخی به زیرمجموعه‌هایی تقسیم می‌شد، اما سؤالات مداومی در مورد اعتبار این تقسیم‌بندی‌ها وجود دارد. با این حال، جدیدترین نسخه‌های راهنمای تشخیصی اصلی انگلیسی زبان، راهنمای تشخیصی و آماری اختلالات روانی. (DSM-5-TR، منتشر شده در سال ۲۰۲۲ میلادی) و طبقه‌بندی بین‌المللی بیماری‌ها (ICD-11، منتشر شده در سال ۲۰۲۱ میلادی) هر دو اختلال طیف اوتیسم یا ASD را به عنوان یک اختلال منفرد فهرست می‌کنند.
درمورد مناسب بودن به‌کارگیری اصطلاح پزشکی اختلال در وصف طیف اوتیسم، اختلاف نظر وجود دارد و بسیاری از منابع ترجیح می‌دهند از اوتیسم یا در بریتانیا از کلمه شرایط طیف اوتیسم (به انگلیسی: Autism Spectrum Conditions (ASC)) به جای اختلال طیف اوتیسم استفاده کنند. در حالی که روان‌پزشکی به‌طور سنتی اوتیسم را به عنوان یک اختلال عصبی-رشدی طبقه‌بندی می‌کند، برخی از فعالان حوزه اوتیسم، اوتیسم را گونه‌ای از تنوع عصبی (به انگلیسی: Neurodiversity) و نوعی تنوع طبیعی در تفکر و تجربه انسان می‌دانند. بر اساس این دیدگاه، که توسط جنبش حقوق اوتیسم ترویج شده است، لزوماً هیچ مشکل آسیب‌شناسانه‌ای برای یک فرد اوتیسمی وجود ندارد، اما این موضوع مانع از ناتوان خواندن بعضی از افراد اوتیستیک و به‌طور بالقوه به رسمیت شناختن داشتن نیازهای حمایتی بالا در این افراد نمی‌شود. این دیدگاه نسبتاً مثبت و کلی‌نگر از اوتیسم، منجر به درجاتی از تنش و اختلاف بین افراد بزرگسال اوتیستیک، حامیان و موسسات خیریه فعال در این حوزه شده است.
دانشمندان هنوز در حال تلاش برای تعیین علل شکل‌گیری اوتیسم و نظریات گوناگونی در مورد علل شکل‌گیری اوتیسم ارائه شده است. اعتقاد بر این است که ابتلا به اوتیسم بسیار مرتبط با وراثت و ژنتیکی است اما ژن‌های زیادی در اوتیسم دخیل هستند و عوامل محیطی نیز ممکن است در مبتلا شدن به اوتیسم دخیل باشند. این اختلال احتمالاً در پسران شایع‌تر از دختران است، گرچه در این مورد اختلاف نظر وجود دارد. وضعیت اقتصادی، اجتماعی، سبک زندگی و سطح تحصیلات والدین نقشی در بروز اوتیسم ندارد. این اختلال بر رشد طبیعی مغز در حیطهٔ تعاملات اجتماعی و مهارت‌های ارتباطی تأثیر می‌گذارد (در مسیر شناخت به حواس، برای رمزگذاری و طبقه‌بندی اطلاعات در حافظه احتمالاً تسلط قوی یکی از حواس باعث تضعیف سایر حواس در انجام طبقه‌بندی اطلاعات دریافتی می‌شود). کودکان و بزرگسالان مبتلا به اوتیسم، در ارتباطات کلامی و غیرکلامی، تعاملات اجتماعی و فعالیت‌های مربوط به بازی، مشکل دارند. این اختلال، ارتباط با دیگران و دنیای خارج را برای آنان دشوار می‌سازد. در بعضی موارد، رفتارهای خود آزار دهنده و پرخاشگری نیز دیده می‌شود. در این افراد، حرکات تکراری (دست زدن، پریدن) و پاسخ‌های غیرمعمول به افراد، دلبستگی به اشیاء یا مقاومت در مقابل تغییر نیز دیده می‌شود. ممکن است در حواس پنجگانه (بینایی، شنوایی، بساوایی، بویایی و چشایی) نیز حساسیت‌های غیرمعمول دیده شود. هستهٔ مرکزی اختلال در اوتیسم، اختلال در ارتباط است.
مشخص نیست که چرا اوتیسم معمولاً با اختلال کم‌توجّهی - بیش‌فعالی (ADHD)، ناتوانی‌های ذهنی، صرع و طیف وسیعی از شرایط دیگر همراه است. در مورد اینکه آیا انواع فرعی و معناداری از اوتیسم وجود دارند و اینکه چه چیزی را باید به عنوان بخشی از طیف اوتیسم گنجاند، و همچنین اهمیت صفات «اوتیسم مانند» در جمعیت افراد عادی، اختلاف نظرهای مداوم وجود دارد. در ایالات متحده، ترکیبی از معیارهای تشخیصی که جمعیت گسترده‌تری را در این طیف قرار می‌هد و افزایش آگاهی از اوتیسم منجر به روند افزایشی و پیوسته‌ای از تخمین و تصور اشتباه شیوع اوتیسم و همه‌گیری اوتیسم شده است و این تصور اشتباه سبب شده که عموم مردم ایالات متحده تصور کنند که عامل «شیوع اوتیسم» در میان مردم واکسن‌ها هستند.
اگرچه هیچ درمانی برای اوتیسم وجود ندارد، اما مداخلات رفتاری زودهنگام می‌تواند به کودکان مبتلا به تأخیر در گفتار کمک کند تا مهارت‌های خودمراقبتی، اجتماعی و زبانی خاصی را کسب کنند. با این حال، زندگی مستقل و بهره هوشی بالا در افرادی که نیازهای حمایتی بالاتری دارند بعید است، بنابراین مداخله برای این افراد مستلزم یافتن و یادگیری و تعمیم شیوه‌های ارتباطی جایگزین در جامعه و فرد است. تجویز داروهای ضدروان‌پریشی همچون ریسپریدون و آریپیپرازول و تأثیر آنان برای کاهش صفات تحریک و حس آزار در افراد اوتیستیک به خوبی در منابع علمی تثبیت شده‌اند.
روز آگاهی جهانی اوتیسم روز دوم آوریل هر سال است که سازمان‌های فردی اوتیسم را در سراسر جهان دور هم می‌آورد تا به اموری مانند تحقیق، تشخیص، درمان و پذیرش عمومی افراد مبتلا به این اختلال رشد کمک کند.

## طبقه و رده‌بندی علمی

### مدل طیفی اوتیسم
اوتیسم یک اختلال عصبی رشدی بسیار متغیر است و مدت‌ها تصور می‌شد که طیف گسترده‌ای را شامل می‌شود. از افراد با نیازهای حمایتی بالا (که ممکن است صحبت نکنند، از نظر رشدی با تأخیر مواجه شوند، و احتمال بیشتری وجود دارد که با سایر تشخیص‌ها از شرایط و اختلالات دیگر نیز رنج ببرند یا از افرادی باشند که دارای ناتوانی و کم‌توانی ذهنی هستند) گرفته، تا افراد با نیازهای حمایتی کم (که ممکن است مهارت‌های گفتاری-زبان و فکری معمولی‌تری داشته باشند، اما ممکن است با مهارت‌های اجتماعی/مکالمه عجیب، علایق کم و خاص که نحوه حرف زدن آنان ممکن است پرحرف و وراج مانند و همچنین ملانقطی باشد) می‌توانند شامل این طیف شوند. از آنجایی که طیف رفتار در این اختلال پیوسته است، مرزهای بین دسته‌بندی‌های تشخیصی و علمی لزوماً تا حدودی دلبخواه و بدون معیار خاصی بوده‌اند. به نوبه خود، گاهی گفته می‌شود که طیف اوتیسم زیرمجموعه‌ای از فنوتیپ گسترده‌تر اوتیسم است. این فنوتیپ افرادی را توصیف می‌کند که ممکن است اختلال این طیف را نداشته باشند اما دارای ویژگی‌های مشابه اوتیسم، مانند اجتناب از تماس و ارتباط چشمی باشند.

### طبقه‌بندی بین‌المللی آماری بیماری‌ها (ICD)
طبقه‌بندی بین‌المللی آماری بیماری‌ها (ICD)، سازمان بهداشت جهانی (یازدهمین ویرایش) آی‌سی‌دی-۱۱ که به عنوان استاندارد جهانی در نظر گرفته می‌شود، در ژوئن ۲۰۱۸ میلادی منتشر شد و از ژانویه ۲۰۲۲ به‌طور کامل اجرا و بکار گرفته شد. این طبقه‌بندی اختلال طیف اوتیسم (ASD) را به این نحو توصیف می‌کند:
| «                                                                                         | اختلال طیف اوتیسم دارای این ویژگی هاست: نقایص مداوم در توانایی آغاز و حفظ تعاملات بین فردی و اجتماعی متقابل و همچنین ارتباطات اجتماعی، وجود طیفی از الگوهای رفتاری محدود، تکراری و انعطاف‌ناپذیر در رفتار، علایق یا فعالیت‌هایی که به وضوح برای سن فرد یا موقعیت اجتماعی-فرهنگی وی غیر معمول، زیاد یا بیش از حد است. سن شروع این اختلال در طول دوره رشد و به‌طور معمول در اوایل کودکی رخ می‌دهد، اما علائم ممکن است تا زمانی که تقاضاهای اجتماعی از ظرفیت‌های محدود فرد فراتر نرود، به‌طور کامل آشکار نشوند. در این طیف، نقایص به حدی شدید هستند که باعث ایجاد اختلال در عملکرد فردی، خانوادگی، اجتماعی، آموزشی، شغلی یا سایر زمینه‌های مهم عملکردی می‌شوند و معمولاً این نقایص یکی از ویژگی‌های فراگیر در عملکرد فرد هستند و در همه محیط‌ها قابل مشاهده هستند، اگرچه ممکن است بر اساس هر موقعیت اجتماعی، تحصیلی یا موارد دیگر این ویژگی‌ها تغییر کنند. افراد قرار گرفته در طول این طیف، طیف بزرگ و متفاوتی از عملکردهای فکری و توانایی‌های زبانی را نشان می‌دهند. | » |
| —ICD-۱۱,فصل ۶، بخش A02 (متن اصلی انگلیسی را می‌توانید در پیوند داده شده در یادکرد ببینید)، | |   |

ICD-11 توسط متخصصانی از ۵۵ کشور از ۹۰ کشور درگیر در ساخت آن تولید شده است و پرکاربردترین مرجع در سراسر جهان است. پزشکان از ICD به عنوان مرجع تشخیص و گزارش استفاده می‌کنند، اما محققان، به ویژه در ایالات متحده، همچنان از راهنمای تشخیصی و آماری اختلالات ذهنی-روانی (DSM-5-TR از سال ۲۰۲۲ میلادی، DSM-5 از سال ۲۰۱۳ میلادی، یا پیشینیان آن‌ها) استفاده می‌کنند. برخی از مطالب در ICD گنجانده نشده است (ICD دامنه وسیع‌تری دارد و سلامت عمومی و همچنین روانی را پوشش می‌دهد). هنوز تفاوت‌هایی بین این دو وجود دارد، برای مثال اختلال رت در اختلال طیف اوتیسم در DSM-5 گنجانده شد، اما در ICD-11 حذف شد و در فصل ناهنجاری‌های رشدی (به انگلیسی:Developmental Anomalies) قرار گرفت. هردو راهنمای ICD و DSM تحت بازنگری قرار گرفته‌اند و از سال ۱۹۸۰ میلادی (زمانی که DSM-3 منتشر شد و ICD-9 جاری بود) تلاش مشترکی برای همگرایی و ترکیب این دو انجام شده است، از جمله ارزیابی زیست‌شناختی دقیق‌تر - به جای ارزیابی تجربه تاریخی و تاریخچه اختلالات و بیماری‌ها و ساده‌سازی ساختار طبقه‌بندی.

### راهنمای تشخیصی و آماری اختلالات ذهنی-روانی (DSM)
راهنمای تشخیصی و آماری اختلال‌های روانی (یا شناخته شده با سرواژه DSM) - انجمن روان‌پزشکی آمریکا، ویرایش پنجم، ویرایش متن (DSM-5-TR)، منتشر شده در سال ۲۰۲۲ میلادی، نسخه فعلی DSM است. نسخه پنجم، DSM-5، که در می ۲۰۱۳ منتشر شد، اولین نسخه ای بود که اختلال طیف اوتیسم (ASD) را به عنوان یک تشخیص واحد تعریف کرد، و این تعریف در DSM-5-TR ادامه یافته است. اختلال طیف اوتیسم در این راهنما شامل مجموعه ای از تشخیص‌های قبلی را نیز شامل می‌شود که این تشخیص‌ها عبارتند از اختلال آسپرگر، اختلال انسجام‌گسیختگی دوران کودکی، PDD-NOS، و طیف وسیعی از تشخیص‌هایی که شامل کلمه «اوتیسم» می‌شوند نیز در این راهنما شامل شده‌اند. به جای تمایز بین این تشخیص‌ها، DSM-5 و DSM-5-TR یک رویکرد چند بعدی را برای تشخیص اختلالاتی که در زیرمجموعه چتر طیف اوتیسم در یک دسته تشخیصی قرار می‌گیرند، اتخاذ می‌کنند. در این دسته، DSM-5 و DSM شامل چارچوبی هستند که تشخیص هر فرد را بر اساس ابعاد شدت علائم، و همچنین با ویژگی‌های همراه و مرتبط (مانند وجود سایر اختلالات یا عواملی که احتمالاً به علائم اوتیسم، سایر اختلالات عصبی رشدی یا روانی، ناتوانی ذهنی، یا اختلال زبان که در علائم این طیف نقش دارند) او انجام می‌شود. دامنه ها(domain) و مشخصات علائم این طیف در این دو راهنما عبارتند از ارتباطات اجتماعی و رفتارهای محدود و تکراری، با دادن گزینه و اختیار به تشخیص دهنده برای تشخیص میزان شدت اختلال طیف به صورت جداگانه (منظور تشخیص تاثیر منفی علائم بر فرد) - به جای تعیین شدت کلی به صورت یکجا، برای هر دامنه از علائم اختلال اوتیسم مشخص می‌شود. تا قبل از انتشار DSM-5، کمبودهای و مشکلات در روابط اجتماعی و ارتباطی به دو دامنه در DSM تقسیم می‌شد. با توجه به اینکه زمانی که خواسته‌های اجتماعی از فرد فراتر رود، علائم ممکن است دیرتر ظاهر شوند، DSM-5 سن شروع اختلال طیف اوتیسم را از واژه محدودتر «۳ سالگی» به «دوره اولیه رشد» تغییر داد. این تغییرات همچنان در DSM-5-TR ادامه دارند.

## خصوصیات
اوتیسم، اختلالی طیفی عصبی-رشدی و شدیداً متغیر در هر فرد می‌باشد و ناشی از اختلال در رشد مغز است، که در دوران نوزادی بروز می‌کند، سپس یک دوره ثابت را بدون بهبودی طی می‌کند و علایم آن تا دوره بزرگسالی ادامه پیدا می‌کند یا در بعضی بهبود و از بین می‌رود. این اختلال غالباً به شکل خاموش بروز می‌کند. افراد اوتیستیک ممکن است بشدت در بعضی از کارها ضعیف و ناتوان، در بعضی متوسط و در بعضی بسیار توانا باشند.
اوتیسم دارای ویژگی‌هایی است که برای اولین بار در دوران نوزادی یا کودکی ظاهر می‌شود، و به‌طور کلی یک دوره ثابت و بدون بهبودی را دنبال می‌کند. افراد اوتیستیک ممکن است از برخی جهات به شدت ناتوان باشند، اما در برخی موارد متوسط یا حتی دارای صفات برتری از دیگران باشند.ویژگی‌های آشکار و قابل مشاهده به تدریج پس از شش ماهگی شروع می‌شود و در سن دو یا سه سالگی تثبیت می‌شوند و تا بزرگسالی ادامه می‌یابند، اگرچه اغلب در بزرگسالی این صفات به شکل خاموش‌تر و نهان‌تری هستند. جنبه‌های دیگر، مانند غذا خوردن غیر معمول، نیز رایج است اما برای تشخیص ضروری نیست.
هنگامی که فرد مورد معالجه قرار گرفته صفات زیر را نشان می‌دهد، پزشکان ارزیابی وجود اختلال طیف اوتیسم را در فرد در نظر می‌گیرند:
- مشکلات پابرجا در تعامل اجتماعی یا ارتباط
- رفتارهای محدود یا تکراری (که اکثراً به آنان «stimming» گویند. به تصویر و متن تصویر گذاشته شده در بالاتر برای اطلاعات بیشتر نگاه کنید)
- مقاومت در برابر تغییرات یا علایق محدود

این ویژگی‌های فهرست گلوله‌ای بالا معمولاً در صورت لزوم با موارد زیر ارزیابی می‌شوند:
- مشکلات در به دست آوردن یا حفظ شغل یا تحصیل
- مشکلات در شروع یا حفظ روابط اجتماعی
- ارتباط با سلامت روان یا خدمات ناتوانی و یادگیری
- سابقه داشتن شرایط و اختلالات دیگر عصبی رشدی (از جمله ناتوانی‌های یادگیری و ADHD) یا شرایط و اختلالات سلامت روان دیگر.[۵۶][۵۷]

علائم زیادی در ارتباط با اختلال طیف اوتیسم وجود دارد، و نحوه نمایان شدن آن‌ها بسیار متفاوت است. علایم شایع اختلال طیف اوتیسم در جدول زیر آورده شده:
| علائم شایع اختلال طیف اوتیسم |
| - ونگ‌ونگ کردن کم (babbling) یا نبود ونگ‌ونگ در نوزاد - اشاره نکردن برای نشان دادن علاقه یا عدم علاقه در زمانی که چیزی به او نشان داده می‌شود - مهارت‌های زبانی محدود به عنوان مثال داشتن دایره لغات کوچک‌تر از همسالان یا مشکل در بیان خود با کلمات - کاهش علاقه به سایر کودکان یا مراقبین و احتمالاً علاقه بیشتر به اشیاء - مشکل در درک احساسات دیگران یا مشکل در صحبت کردن در مورد احساسات خود - به دیگران علاقه نشان می‌دهند، اما نمی‌دانند چگونه با آن‌ها بازی کند یا با آن‌ها ارتباط برقرار کند - اجتناب از انجام بازی‌های وانمودی (مانند: غذا دادن به عروسک با چنگال اسباب بازی یا وانمود به «پرواز» دادن یک هواپیمای اسباب بازی) - استفاده غیرمعمول یا محدود از اسباب بازی‌ها - اجتناب از تماس و ارتباط چشمی - متمایل به تنها بودن - حساسیت بیشتر به بو، بافت، صدا، طعم یا ظاهر اشیا - ناراحت شدن از تغییرات در اعمال روزمره و روتین، احتمالاً همراه با مشکل در سازگاری با تغییرات - اجتناب از در بغل و در آغوش گرفته شدن، مگر زمانی که آن‌ها خود انجام این کار را بخواهند - مشکل در بیان نیازها با استفاده از گفتار یا حرکات اشاره‌ای و غیر کلامی - تکرار کلمات یا عبارات، یا استفاده از آن‌ها به جای زبان معمولی (مانند زبان خطی، پژواک‌گویی) - تکرار اعمال و کارها به صورت تکراری و زیاد - انجام حرکات، استفاده از عبارات، اعمال یا قرار دادن بدن خود در موقعیت‌های غیرعادی - ظاهراً از دست دادن مهارت‌هایی که یک بار در شخص به‌دست آمده بودند به عنوان مثال: توقف استفاده از زبانی خاص - آسیب به خود یا خودزنی |

علاوه بر این علائم، آمار مختلفی از «بسیار نادر» گرفته تا «درصد کمی و تقریباً از هر ۱۰ شخص اوتیستیک، ۱ نفر» از افراد اوتیستیک می‌توانند یک یا چندین توانایی قابل توجهی از خود به عنوان مثال در ریاضیات، موسیقی یا تولید و خلاقیت هنری، که در موارد استثنایی به عنوان سندرم ساوان در میان ناتوانی‌های رشدی شناخته می‌شود نشان دهند. مطالعه دیگری در سال ۲۰۰۹ در میان ۱۳۷ والدین پدر و مادر دارای فرزند اوتیستیک پی‌برد که ۲۸٪ از والدین این فرزندان باور داشتند که فرزندشان دارای ویژگی‌های و توانایی‌های (منظور سطحی از توانایی است که حتی از «افراد عادی» نیز فراتر و غیرعادی باشد) غیرعادی و خاصی هستند که فرزندان آنها را در سندرم ساوان قرار می‌دهد. نسبت وجود سندرم ساوان (در فنلاند) در پسران بیشتر است و ۶:۱ می‌باشد. هرچند این آمار نسبیت یا آمارهای دیگر ممکن است لزوماً دقیق نباشند و احتمالاً کمیت و کیفیت آن‌ها به چالش کشیده شده.

### دوره رشدی اختلال طیف اوتیسم
اکثر والدین گزارش می‌دهند که شروع ویژگی‌های اوتیسم در سال اول زندگی ظاهر می‌شود. دو دوره احتمالی در رشد ASD وجود دارد. یکی از دوره‌های رشد ماهیتی تدریجی‌تر دارد، که در آن والدین نگرانی‌های مربوط به رشد را در دو سال اول زندگی گزارش می‌کنند و تشخیص در حدود ۳ تا ۴ سالگی انجام می‌شود.برخی از علائم اولیه ASD در این دوره شامل کاهش توجه به چهره‌ها، عدم پاسخگویی آشکار هنگام صدا زدن نام، عدم نشان دادن علایق با نشان دادن یا اشاره کردن، و تأخیر در بازی تخیلی و ساختگی (مانند بازی وانمودی) است.
دوره دوم رشد با رشد طبیعی یا نزدیک به نرمال قبل از شروع پسروندگی یا از دست دادن مهارت‌ها مشخص می‌شود. در یک الگو، پسروندگی در ۱۵ ماه تا ۳ سال اول رخ می‌دهد. برخی معتقدند که اوتیسم واپس‌رونده به سادگی همان اوتیسم آشکار شده و زودرس است که دیرتر تشخیص داده شده. محققان مطالعاتی را برای تعیین اینکه آیا اوتیسم واپس‌رونده زیرمجموعه مشخصی از اختلال طیف اوتیسم است انجام داده‌اند. در طول سال‌ها، نتایج این مطالعات با یکدیگر در تناقض بوده است. برخی از محققان بر این باورند که هنوز هیچ چیزی برای حمایت از تفاوت بیولوژیکی قطعی بین اوتیسم زودرس و پسرونده وجود ندارد. در الگویی دیگر، اختلال از هم گسیختگی کودکی (تشخیصی که اکنون تحت زیر مجموعه ASD گنجانده شده است)، با رگرسیون پس از رشد طبیعی در ۳ تا ۴ یا حتی تا ۹ سال اول زندگی مشخص می‌شود.

#### اوتیسم پسرونده
اوتیسم پسرونده (به انگلیسی:Regressive autism) زمانی اتفاق می‌افتد که به نظر می‌رسد کودک به‌طور معمول رشد می‌کند، اما سپس شروع به از دست دادن مهارت‌های گفتاری و اجتماعی می‌کند، معمولاً بین سنین ۱۵ تا ۳۰ ماهگی رخ می‌دهد، و متعاقباً در فرد اوتیسم کلاسیک تشخیص داده می‌شود. سایر اصطلاحات مورد استفاده برای توصیف اوتیسم پسرونده در کودکان مبتلا به اوتیسم عبارت‌اند از: اوتیسم با پسروندگی، رگرسیون اوتیسم، اوتیسم نوع پسرفت و سندرم اوتیسم اکتسابی. هیچ تعریف استانداردی برای اوتیسم پسرونده وجود ندارد و شیوع پسروندگی بسته به تعریف مورد استفاده متفاوت است. برخی از کودکان ترکیبی از ویژگی‌ها، با تاخیرهای اولیه و برخی از دست دادن‌های بعدی را نشان می‌دهند. و شواهدی از یک طیف مداوم از رفتارها، به جای، یا علاوه بر، تمایز سیاه و سفید، بین اوتیسم با و بدون پسروندگی وجود دارد. چندین نوع و مدل بینابینی از توسعه اختلال طیف اوتیسم وجود دارد که هرکدام از آن‌ها ممکن است در زیر مدل‌های زیر مجموعه‌هایی همچون مدل آشکار شدن نوع اوتیسم ساده و سنتی، مدل‌های پسرونده، مدل ناپدید شدن نامحسوس علایم، مدل شکست در پیشرفت اختلال، مدل کاهش نامحسوس و از دست دادن بعضی از توانایی‌های آشکار و به‌دست آمده و… قرار نگیرند. اگر پسروندگی به تنهایی با معیار از دست دادن توانایی استفاده از زبان تعریف شود، کمتر رایج است؛ و اگر با معیار گسترده‌تری تعریف شود که در آن توانایی استفاده از زبان حفظ شود اما تعامل اجتماعی در فرد کاهش یابد، رایج‌تر می‌باشد.
پسروندگی ممکن است در حوزه‌های مختلفی از جمله مهارت‌های ارتباطی، اجتماعی، شناختی و خودیاری رخ دهد. با این حال، رایج‌ترین پسروندگی از دست دادن توانایی استفاده از زبان است. برخی از کودکان رشد اجتماعی خود را به جای زبان از دست می‌دهند و برخی هر دو را از دست می‌دهند. از دست دادن مهارت ممکن است بسیار سریع باشد، یا ممکن است آهسته باشد و قبل از یک دوره طولانی بدون پیشرفت مهارت باشد. از دست دادن ممکن است با کاهش بازی و تعامل اجتماعی یا افزایش زودرنجی همراه باشد. مهارت‌های کسب‌شده موقت معمولاً به چند کلمه از زبان گفتاری می‌رسد و ممکن است شامل برخی ادراک اجتماعی ابتدایی باشد.
پس از پسروندگی، کودک از الگوی استاندارد رشد عصبی اوتیستیک پیروی می‌کند. اصطلاح اوتیسم واپس‌گرا ممکن است به‌نظر آید که اشاره به رشد عصبی معکوس دارد اما در واقع فقط مهارت‌های رشدی آسیب‌دیده و نه ساختار عصب‌شناسی فرد است که پسرفت می‌کند. از آنجایی که صفات و علایم اوتیستیک متناسب با سن از بدو تولد واضح است، معمولاً رایج تر است که رشد عصبی اوتیستیک شامل پسروندگی نشود.
شروع آشکار اوتیسم واپس‌رونده برای والدین که اغلب در ابتدا به کم شنوایی شدید بجای مبتلا شدن به اختلال طیف اوتیسم در فرزند خود مشکوک هستند، غافلگیرکننده و ناراحت‌کننده است. نسبت دادن پسروندگی به عوامل استرس محیطی ممکن است منجر به تأخیر در تشخیص شود.

#### نتایج افتراقی
همچنان بحث بر سر نتایج متفاوت بر اساس این دو دوره رشدی گفته شده در بالا وجود دارد. برخی از مطالعات نشان می‌دهند که پسروندگی با پیامدهای ضعیف‌تر همراه است و برخی دیگر هیچ تفاوتی بین آن‌هایی که شروع تدریجی اولیه دارند و کسانی که دوره پسروندگی را تجربه می‌کنند، گزارش نمی‌کنند. در حالی که شواهد متناقضی پیرامون پیامدها بر توانایی زبانی در ASD وجود دارد، برخی مطالعات نشان داده‌اند که توانایی‌های شناختی و زبانی در سن ۲ و نیم سالگی ممکن است به پیش‌بینی مهارت و تولید زبان بعد از ۵ سالگی کمک کند. به‌طور کلی، مطالعات بر اهمیت مداخله زودهنگام در دستیابی به نتایج طولی مثبت تأکید می‌کند.

### مهارت‌های اجتماعی و ارتباطی
یک ویژگی تعریف کننده این طیف این است که افراد اوتیستیک دارای آسیب‌های اجتماعی هستند و اغلب فاقد شهود و درکی مستقیم در مورد دیگران هستند. این شهود و درک مستقیم از دیگران برای بسیاری از مردم امری بدیهی است اما برای افراد در این طیف اختلالی این‌طور نیست. تمپل گراندین، یک زن اوتیستیک که در فعالیت‌های اوتیسم فعالیت می‌کند، ناتوانی خود را در درک ارتباطات اجتماعی افراد «Neurotypical» (یا همان افراد دارای رشد عصبی معمولی) را مانند حس «یک انسان‌شناس در مریخ توصیف» توصیف می‌کند.
اختلال در مهارت‌های اجتماعی چالش‌های بسیاری را برای افراد اوتیستیک ایجاد می‌کند. نقص در مهارت‌های اجتماعی ممکن است منجر به مشکلاتی در روابط دوستانه، روابط عاشقانه، زندگی روزمره و موفقیت شغلی شود. یک مطالعه که سرنوشت زندگی بزرگسالان اوتیستیک را مورد بررسی قرار داد نشان داد که در مقایسه با جمعیت عمومی، افراد اوتیستیک کمتر احتمال دارد که ازدواج کنند، اما مشخص نیست که آیا این نتیجه به دلیل نقص در مهارت‌های اجتماعی، اختلالات فکری یا دلایل دیگری است.
تا قبل از سال ۲۰۱۳ میلادی، نقص در عملکرد اجتماعی و ارتباطات به عنوان دو حوزه علائم مجزای اوتیسم در نظر گرفته می‌شد. معیارهای حوزه ارتباطات اجتماعی فعلی برای تشخیص اوتیسم مستلزم این است که افراد در سه مهارت اجتماعی نقص داشته باشند: تعامل اجتماعی-عاطفی، ارتباط غیرکلامی، و توسعه و پایداری روابط. نقص‌های ارتباطی به دلیل مشکلات مهارت‌های اجتماعی-عاطفی مانند توجه اشتراکی و رفتار متقابل اجتماعی متقابل «reciprocity» می‌باشد.
ممکن است طیفی از مشکلات متقابل اجتماعی-عاطفی (توانایی فرد برای درگیر شدن به‌طور طبیعی در تعاملات اجتماعی) وجود داشته باشد. افراد اوتیستیک ممکن است فاقد علایق مشترک باشند، برای مثال بسیاری از کودکان اوتیستیک ترجیح می‌دهند با دیگران بازی یا تعامل نداشته باشند. آن‌ها ممکن است از افکار یا احساسات دیگران آگاهی یا درک نداشته باشند - کودک ممکن است بیش از حد به همسالان خود نزدیک شود (وارد به فضای شخصی آنها شود) بدون اینکه متوجه شود که این کار باعث ناراحتی فرد می‌شود. آن‌ها همچنین ممکن است برای جلب توجه رفتارهای غیرمعمولی داشته باشند، برای مثال یک کودک اوتیستیک ممکن است قبل از شروع مکالمه همسن خود را برای جلب توجه اولیه برای شروع مکالمه با دیگری هُل دهد.
کودکان بزرگتر و بزرگسالان مبتلا به ASD نسبت به افراد غیر اوتیستیک در تست‌های تشخیص چهره و احساسات بدتر عمل می‌کنند، اگرچه این ممکن است تا حدی به دلیل توانایی کمتر آنها در تعریف احساسات خود باشد.
افراد اوتیستیک با کمبودهایی در توانایی خود در توسعه، حفظ و درک روابط مواجه می‌شوند و همچنین در تنظیم رفتار متناسب با زمینه‌های اجتماعی دچار مشکل می‌شوند. ASD با اختلالاتی در مهارت‌های ارتباطی عمل‌گرایانه، مانند مشکل در شروع مکالمه یا عدم توجه به علایق شنونده برای حفظ مکالمه، بروز می‌کند. توانایی تمرکز انحصاری بر فقط یک موضوع در ارتباطات به عنوان «Monotropism» شناخته می‌شود و می‌توان آن را با «دید و نگاهی تونلی مانند» مقایسه کرد. برای افراد اوتیستیک معمول است که به یک موضوع خاص علاقه زیادی نشان می‌دهند، به جای برقراری ارتباط متقابل با هر کسی که با آن صحبت می‌کنند، در تک‌گویی‌هایی همانند نحوه درس دادن معلم دربارهٔ اشتیاق خود صحبت می‌کنند. آنچه ممکن است شبیه خوددرگیری و توجه به خود یا بی‌تفاوتی نسبت به دیگران به نظر برسد، ناشی از تلاش برای تشخیص یا به خاطر سپردن این است که افراد دیگر شخصیت، دیدگاه‌ها و علایق متفاوت خود را دارند. تفاوت دیگر در مهارت‌های ارتباطی عمل‌گرایانه این است که افراد اوتیسمی ممکن است نیاز به کنترل صدای خود را در محیط‌های مختلف اجتماعی تشخیص ندهند - برای مثال، ممکن است در کتابخانه‌ها یا سالن‌های سینما با صدای بلند صحبت کنند.
افراد اوتیستیک رفتارهای غیرکلامی غیرعادی از خود نشان می‌دهند یا در ارتباط غیرکلامی مشکل دارند. آن‌ها ممکن است به ندرت تماس و ارتباط چشمی برقرار کنند - یک کودک اوتیستیک ممکن است با هنگامی که نام او را صدا می‌زنند تماس و ارتباط چشمی برقرار نکند، یا ممکن است از تماس چشمی با کسی که او را نگاه می‌کند اجتناب کند. بیزاری از نگاه را می‌توان در اختلالات اضطرابی نیز مشاهده کرد، اما ارتباط چشمی ضعیف در کودکان اوتیستیک به دلیل کمرویی یا اضطراب نیست بلکه به‌طور کلی و از نظر کمیت کاهش یافته است. افراد اوتیستیک ممکن است با تولید و درک حالات چهره دچار مشکل شوند. آن‌ها اغلب نمی‌دانند چگونه احساسات را از حالات چهره دیگران تشخیص دهند، یا ممکن است با حالات صورت مناسب پاسخ ندهند. آن‌ها ممکن است در تشخیص بیان ظریف احساسات و تشخیص معنای احساسات مختلف در یک گفتگو مشکل داشته باشند. یک ویژگی مشخص این است که افراد اوتیستیک دارای آسیب‌های اجتماعی هستند و اغلب فاقد شهود و درک مستقیم از دیگران که برای بسیاری از مردم امری بدیهی است اما برای افراد در این طیف اختلالی این‌طور نیست. تمپل گراندین، یک زن اوتیستیک که در فعالیت‌های اوتیسم فعالیت می‌کند، ناتوانی خود را در درک ارتباطات اجتماعی افراد «تنوع عصبی» (یا همان افراد دارای رشد عصبی معمولی) را مانند حس «یک انسان‌شناس در مریخ» توصیف می‌کند. همچنین اگر اصطلاحاً در یک زمان اطلاعات و داده‌های حسی بیش از حدی که آنان قادر به پردازش سریع آنان نیستند به آنان برسد، آن‌ها ممکن است زبان بدنی یا نشانه‌های اجتماعی مانند تماس چشمی و حالات چهره را درک نکنند. آنها با درک موقعیت و کانتکس و زیر کانتکس موقعیت‌های مکالمه ای (گفتاری) یا چاپی (نوشتاری) مشکل دارند و در نتیجه‌گیری در مورد محتوا یک متن به مشکل می‌خورند. این ویژگی در آنان همچنین منجر به عدم آگاهی اجتماعی و بیان زبان غیر معمول در آنان می‌شود. اینکه چگونه حالات چهره بین افراد دارای طیف اوتیسم و افراد دارای رشد عصبی عادی متفاوت است، مشخص نیست. علاوه بر این، حداقل نیمی از کودکان اوتیستیک دارای نوای گفتار غیرعادی هستند.
افراد اوتیستیک ممکن است مشکلاتی را در ارتباط کلامی نیز تجربه کنند. تفاوت در ارتباطات ممکن است از سال اول زندگی وجود داشته باشد و ممکن است شامل تأخیر در شروع ونگ‌ونگ کردن، ژست‌های غیر معمول، کاهش پاسخگویی و الگوهای صوتی باشد که با مراقب و شخص نگهدار وی هماهنگ نیست. در سال‌های دوم و سوم، کودکان اوتیسمی ونگ‌ونگ، همخوان‌ها، کلمات و ترکیب‌های کلمه ای کمتر از فرد عادی و کمتر متداول و متنوع تر دارند. ژستهای آن‌ها کمتر با کلمات ادغام می‌شود. کودکان اوتیستیک کمتر درخواست می‌کنند یا تجربیات خود را به اشتراک می‌گذارند و به احتمال زیاد به سادگی سخنان دیگران را تکرار می‌کنند (پژواک‌گویی). به نظر می‌رسد توجه اشتراکی برای گفتار عملی ضروری است، و به نظر می‌رسد کمبود توجه اشتراکی نوزادان مبتلا به ASD را متمایز می‌کند. به عنوان مثال، آن‌ها ممکن است به جای شیءی که دست به آن اشاره می‌کند، به خود آن دست اشاره‌گر نگاه کنند و به‌طور مداوم نمی‌توانند به اشیا اشاره کنند تا در مورد آن نظر بدهند یا تجربه ای در مورد آن را به اشتراک بگذارند. کودکان اوتیستیک ممکن است در بازی‌های تخیلی و در تبدیل نمادها به زبان مشکل داشته باشند. برخی از رفتارهای زبانی اوتیستیک شامل زبان تکراری یا سفت و سخت و علایق محدود در مکالمه است. به عنوان مثال، کودک ممکن است کلمات را تکرار کند یا اصرار کند که همیشه در مورد یک موضوع صحبت کند. پژواک‌گویی ممکن است در افراد اوتیستیک نیز وجود داشته باشد، برای مثال با پاسخ دادن به یک سؤال با تکرار پرسش به جای پاسخ دادن. ناتوانی زبان نیز در کودکان اوتیستیک رایج است، اما بخشی از تشخیص نیست. بسیاری از کودکان اوتیستیک مهارت‌های زبانی را با سرعتی نابرابر توسعه می‌دهند، جایی که برخی از جنبه‌های ارتباطی را به راحتی به دست می‌آورند، در حالی که هرگز به‌طور کامل برخی دیگر را توسعه نمی‌دهند، مانند برخی از موارد افراد مبتلا به هایپرلکسیا. در برخی موارد، افراد در طول زندگی خود کاملاً بدون توانایی صحبت کردن و زبانی باقی می‌مانند. CDC تخمین زده است که حدود ۴۰٪ از کودکان اوتیستیک اصلا صحبت نمی‌کنند، اگرچه سطح سواد و مهارت‌های ارتباط غیرکلامی در هریک از این افراد متفاوت است.

### رفتارهای محدود و تکراری
افراد دچار به ASD دارای طیف گسترده‌ای از ویژگی‌ها هستند. برخی از این ویژگی‌ها شامل ویژگی‌های رفتاری است که به‌طور گسترده‌ای از رشد آهسته مهارت‌های اجتماعی و یادگیری تا مشکلات ایجاد ارتباط با افراد دیگر را شامل می‌شود. آن‌ها ممکن است این مشکلات ایجاد ارتباط را به دلیل اضطراب یا افسردگی، که افراد اوتیستیک بیشتر تجربه می‌کنند، ایجاد کنند و در نتیجه خود را منزوی کنند.

سایر ویژگی‌های رفتاری شامل پاسخ‌های غیرعادی به احساسات از جمله مناظر، صداها، لامسه، چشایی و بویایی و همچنین مشکلات در حفظ ریتم گفتار ثابت می‌باشد مشکل دوم بر مهارت‌های اجتماعی فرد تأثیر می‌گذارد و منجر به مشکلات بالقوه در نحوه درک آنها توسط شرکای ارتباطی می‌شود. ویژگی‌های رفتاری نشان داده شده توسط افراد اوتیستیک معمولاً بر رشد، زبان و خبرگی و توانایی اجتماعی تأثیر می‌گذارد. ویژگی‌های رفتاری افراد اوتیستیک را می‌توان به صورت اختلالات ادراکی، اختلال در سرعت رشد، ارتباط، گفتار و زبان و تحرک (motility) مشاهده کرد.
دومین علامت اصلی طیف اوتیسم، الگویی از رفتارها، فعالیت‌ها و علایق محدود و تکراری است. برای تشخیص ASD تحت DSM-5 یا DSM-5-TR، یک فرد باید حداقل دو مورد از رفتارهای زیر را داشته باشد:
- رفتارهای تکراری (با نام علمی: «stereotypy» یا همان «stimming»: تحریک خود)– رفتارهای تکراری مانند تکان دادن خود (عقب و جلو کردن)، تکان دادن دست، تکان دادن انگشت، ضربه سر، یا تکرار عبارات یا صداها.[۱۰۱] این رفتارها ممکن است به‌طور مداوم یا فقط زمانی رخ دهد که کودک دچار استرس، اضطراب یا ناراحتی باشد.
- مقاومت در برابر تغییر– پیروی دقیق از روال‌هایی مانند خوردن غذاهای خاص به ترتیبی خاص، یا هر روز داشتن یک مسیر مشابه برای رفتن به مدرسه.[۱۰۱] در صورت ایجاد تغییر یا اختلال در این روال‌های کودک ممکن است در او واکنشی شدید دیده شود یا او دچار فروپاشی یا عصبانیت شود.
- علایق محدود (Restricted interests)– علاقه بیش از حد به یک فعالیت، موضوع یا سرگرمی خاص و اختصاص دادن تمام توجه خود به آن. به عنوان مثال، کودکان خردسال اوتیستیک ممکن است کاملاً روی چیزهایی تمرکز کنند که می‌چرخند و چیزهای دیگری را نادیده می‌گیرند. کودکان بزرگتر ممکن است سعی کنند همه چیز را در مورد یک موضوع، مانند آب و هوا یا ورزش، یاد بگیرند و دائماً در مورد آن به اصطلاح روانشناسان perseverate کنند یا مداوم در مورد آن صحبت کنند.[۱۰۱]
- واکنش‌پذیری حسی (Sensory reactivity) – یک واکنش غیرعادی به برخی ورودی‌های حسی مانند داشتن واکنش منفی به صداها یا بافت‌های خاص، مجذوب شدن توسط نورها یا حرکات یا بی‌تفاوتی آشکار به درد یا گرما.[۱۰۲]

افراد مبتلا به اوتیسم می‌توانند اشکال زیادی از رفتارهای تکراری یا محدود را نشان دهند که مقیاس رفتار تکراری اصلاح شده یا Repetitive Behavior Scale-Revised (RBS-R) به صورت زیر آن‌ها را دسته‌بندی می‌کند.
- رفتارهای به اصطلاح «Stereotyped behaviors» (لزوما ارتباطی با کلمه «stereotype» یا ترجمه شده به «کلیشه» در فارسی ندارد، می‌توان به حرکات تحریکی یا یکنواخت ترجمه کرد. مقاله پیوند داده شده در ویکی‌انگلیسی را برای اطلاعات بیشتر ببینید) مانند: این رفتارها شامل رفتارهای تکراری مثل حرکات پرزدن با دست، چرخش سر و تکان دادن بدن (مانند عقب و جلو کردن یا همان «body rocking») هستند.
- رفتارهای اجباری یا وسواسی (به انگلیسی:Compulsive behaviors): رفتارهای وقت گیر با هدف کاهش اضطراب که فرد احساس می‌کند مجبور به انجام مکرر یا طبق قوانین سفت و سختی است، مانند قرار دادن اشیاء در یک نظم خاص، بررسی اشیا یا شستن دست‌ها.
- یکسان‌سازی (به انگلیسی:sameness): مقاومت در برابر تغییر است، برای مثال فرد در مقابل جابه‌جا کردن اثاثیه منزل مقاومت می‌کنند یا از تغییر وضعیت موجود سرپیچی می‌نمایند.
- رفتار آیینی (به انگلیسی:Ritualistic behavior): در این حالت فرد فعالیت‌های روزانه را همواره به یک صورت انجام می‌دهد، برای مثال این رفتارهای تشریفاتی در هنگام غذا خوردن و لباس پوشیدن دیده می‌شوند. این رفتار بسیار نزدیک به یکسان‌سازی است و از برخی جهات با آن در ترکیب است. در تحقیقات بحث بر سر آن است که این دو را ترکیب کنند.[۱۰۳]
- رفتارهای محدود (به انگلیسی:Restricted behaviours): به معنی محدودیت در علایق، تمرکز و فعالیت‌ها است، برای مثال علاقه کودک به یک برنامه تلویزیونی یا اسباب بازی خاص محدود می‌شود.
- خودآزاری (self-injury): که شامل رفتارهایی هستند که آزاردهنده هستند یا باعث آسیب به کودک می‌شوند، برای مثال انگشت یا شی را تو چشم کردن یا کندن پوست یا گاز گرفتن دست یا ضربه به سر.[۷۶]

#### خودآزاری
رفتارهای آسیب‌رسان به خود (به انگلیسی:Self-injurious behaviors) در افراد اوتیستیک نسبتاً رایج است و می‌تواند شامل ضربه زدن به سر، خود بریدن، خود گزیدن و کشیدن مو باشد. برخی از این رفتارها می‌تواند منجر به آسیب جدی یا مرگ شود. در زیر نظریاتی در مورد علت رفتار آسیب‌رسان به خود در کودکان دارای تأخیر رشد، از جمله افراد اوتیستیک ارائه شده است:
- فراوانی و/یا ادامه رفتار آسیب‌رسان به خود می‌تواند تحت تأثیر عوامل محیطی (مثلاً پاداش در ازای توقف رفتار آسیب‌رسان به خود) باشد. اما این نظریه برای کودکان کوچکتر مبتلا به اوتیسم قابل اجرا نیست. شواهدی وجود دارد که نشان می‌دهد فراوانی رفتار آسیب‌رسان به خود را می‌توان با حذف یا اصلاح عوامل محیطی که این رفتار را تقویت می‌کنند کاهش داد.[۱۰۶]: 10–12
- میزان بالاتری از خودآزاری نیز در افراد منزوی اجتماعی مبتلا به اوتیسم مشاهده می‌شود.[نیازمند منبع]
- هنگامی که درد مزمن یا سایر مشکلات سلامتی که باعث درد می‌شوند وجود دارد، خود آسیبی می‌تواند پاسخی به تعدیل درک درد باشد.[۱۰۷]: 12–13
- اتصال غیرطبیعی عقده‌های قاعده‌ای ممکن است مستعد رفتار آسیب‌رسان به خود باشد.[۱۰۸]: 13

### دیگر صفات
افراد اوتیستیک ممکن است علائمی داشته باشند که به تشخیص کمکی نمی‌کند، اما می‌تواند بر فرد یا خانواده تأثیر بگذارد. برخی از افراد مبتلا به ASD توانایی‌های غیرمعمولی از خود نشان می‌دهند، از مهارت‌های «Splinter skill» مانند به خاطر سپردن چیزهای بی‌اهمیت و جزئی گرفته تا استعدادهای فوق‌العاده در افراد اوتیستیک که به سندرم ساوان شناخته شده‌اند. بسیاری از افراد مبتلا به ASD نسبت به جمعیت عادی، مهارت‌های برتری در درک و توجه نشان می‌دهند. ناهنجاری‌های حسی در بیش از ۹۰ درصد از افراد اوتیستیک دیده می‌شود و برخی آنها را از ویژگی‌های اصلی این اختلال می‌دانند. تفاوت بین اختلالاتی که قبلاً در زیرمجموعه طیف اوتیسم شناسایی شده بود، برای کم‌پاسخ‌دهی (مثلاً راه رفتن به درون چیزها) بیشتر از پاسخ‌دهی بیش از حد (مثلاً ناراحتی ناشی از صداهای بلند) یا برای تلاش برای تحریک حسی (مثلاً حرکات ریتم دار) است. تخمین زده می‌شود ۶۰ تا ۸۰ درصد از افراد اوتیستیک دارای علائم حرکتی هستند که شامل هیپوتونی، کنش‌پریشی، و راه رفتن با انگشتان پا است. نواقض در هماهنگی حرکتی در سراسر ASD فراگیر است و در «Autism proper» (احتمالا منظور نوع تکمیل شده یا شدید اوتیسم باشد) بیشتر است. رفتارهای غذایی غیرمعمول در حدود سه چهارم کودکان مبتلا به ASD رخ می‌دهد، تا جایی که قبلاً این رفتارها یک شاخص تشخیصی بودند. انتخابی بودن در غذای خود رایج‌ترین مشکل است، اگرچه عادات خاص غذا خوردن و امتناع از غذا نیز رخ می‌دهد.

#### گرایش جنسی
شواهد تجربی وجود دارد که نشان می‌دهد دسفوریای جنسی در افراد اوتیستیک بیشتر رخ می‌دهد. علاوه بر این، یک نظرسنجی آنلاین ناشناس در سال ۲۰۲۱ میلادی از افراد ۱۶ تا ۹۰ ساله نشان داد که مردان اوتیستیک بیشتر احتمال دارد که دوجنسگرا باشند، در حالی که زنان اوتیستیک بیشتر همجنسگرا هستند.

#### رابطه اوتیسم و بیماری‌های گوارشی
مشکلات گوارشی یکی از شایع‌ترین شرایط پزشکی با شرایط و اختلالات دیگر است که در افراد اوتیستیک اتفاق می‌افتد. این مشکلات با اختلالات اجتماعی بیشتر، تحریک پذیری، مشکلات رفتاری و خواب، اختلالات زبانی و تغییرات خلقی مرتبط هستند.
همچنین در بخش‌های پایین‌تر مقاله می‌توانید موضوعات و تحقیقات مربوط به تأثیر اختلال طیف اوتیسم بر مراقبین، خانواده، و روابط بینا فرزندی را ببینید.

## دلایل و علل شکل‌گیری اوتیسم
مدتها تصور می‌شده که یک علت مشترک در سطوح ژنتیکی، شناختی و عصبی برای مؤلفه‌های اجتماعی و غیر اجتماعی علائم اوتیسم وجود دارد که در معیارهای کلاسیک اوتیسم به عنوان یک تثلیث (triad) یا مجموعه ۳تایی توصیف می‌شود. با این حال امروزه، گمان فزاینده ای وجود دارد که اوتیسم در عوض یک اختلال پیچیده است که جنبه‌های اصلی آن دلایل مشخصی دارند که اغلب همزمان رخ می‌دهند. احتمال اینکه فقط یک دلیل برای اوتیسم وجود داشته باشد کم است و بسیاری از عوامل خطر شناسایی شده در تحقیقات ممکن است به توسعه آنها کمک کنند. این عوامل خطر شامل ژنتیک، مشکلات در فاکتورهای رشد و تکامل پیش از تولد و دوران نوزادی و بارداری، ناهنجاری‌های عصبی آناتومیک و عوامل محیطی است. با وجود مطالعات و اطلاعات فعلی فقط می‌توان در مورد دلیل شکل‌گیری و عواملی که خطر شکل‌گیری آن را افزایش می‌دهد کلی گویی کرد. و نمی‌توان در مورد عامل مشخصی در شکل‌گیری اوتیسم صحبت کرد. با توجه به پیچیدگی اختلال اوتیسم و این حقیقت که علایم اوتیسم و شدت آن متفاوت است، دلایل احتمالی زیادی وجود دارد. هم ژنتیک و هم محیط ممکن است در بروز اوتیسم نقش داشته باشند و هر کدام به تنهایی یا به صورت ترکیبی می‌توانند علت اوتیسم باشند.

### زیر گروه‌های زیستی
تحقیقات در مورد علل، به دلیل ناتوانی در شناسایی زیر گروه‌های بیولوژیکی معنی دار در جمعیت افراد اوتیستیک و مرزهای سنتی بین رشته‌های روان‌پزشکی، روان‌شناسی، عصب‌شناسی و پزشکی اطفال با مشکل مواجه شده است. فناوری‌های جدیدتر مانند fMRI و تصویربرداری پخش وزنی می‌توانند به شناسایی فنوتیپ‌های مرتبط بیولوژیکی (ویژگی‌های قابل مشاهده) که می‌توانند در اسکن‌های مغزی مشاهده شوند، کمک کنند تا به مطالعات نوروژنتیکی بیشتر در مورد اوتیسم کمک کنند. یک مثال کاهش فعالیت در ناحیه صورت دوکی شکل (یا FFA) مغز است که با اختلال در درک افراد در مقابل اشیا ربط داده شده. برای طبقه‌بندی اوتیسم، استفاده از ژنتیک و همچنین رفتار پیشنهاد شده است. (برای دریافت اطلاعات بیشتر به مقاله ویکی‌پدیا انگلیسی ویکی‌پدیا دربارهٔ Brett Abrahams ژن‌شناس و عصب‌شناس آمریکایی مراجعه کنید)

### ژنتیک و وراثت
بنظر می‌رسد چندین ژن متفاوت در اختلال طیف اوتیسم دخیل هستند. اوتیسم در کودکان می‌تواند با یک اختلال ژنتیکی از قبیل سندرم رت یا سندرم ایکس شکننده در ارتباط باشد. برای دیگران تغییرات ژنتیکی ممکن است کودک را بیشتر مستعد اوتیسم کند یا عوامل خطر محیطی ایجاد کند. دیگر ژن‌ها هنوز ممکن است تحول مغز را تحت تأثیر قرار دهند یا روش‌هایی که سلول‌های مغز از طریق آن ارتباط برقرار می‌کنند را تحت تأثیر قرار دهند یا آن‌ها ممکن است شدت علایم اوتیسم را تعیین کنند. به نظر می‌رسد بعضی از مشکلات ژنتیکی به ارث برده می‌شود، در حالی که دیگر مشکلات ژنتیکی به‌طور خود به خودی رخ می‌دهند. دانشمندان هنوز در حال تلاش برای تعیین علت اوتیسم هستند. اعتقاد بر این است که ابتلا به اوتیسم بسیار مرتبط با وراثت و ژنتیکی است اما ژن‌های زیادی در اوتیسم دخیل هستند و عوامل محیطی نیز ممکن است در مبتلا شدن به اوتیسم دخیل باشند. به‌تازگی پژوهشگران اعلام کرده‌اند که کدهای ژنتیکی اوتیسم شناسایی شده است.
اوتیسم مبنای ژنتیکی قوی دارد، اگرچه ژنتیک اوتیسم پیچیده است و مشخص نیست که آیا ASD بیشتر با جهشهای نادر با اثرات عمده توضیح داده می‌شود یا با تعاملات چند ژنی نادر انواع ژن‌های رایج. پیچیدگی به دلیل تعامل بین چندین ژن، محیط و عوامل اپی ژنتیکی ایجاد می‌شود که توالی دی‌ان‌ای را تغییر نمی‌دهند، اما ارثی هستند و بر بیان ژن تأثیر می‌گذارند. بسیاری از ژن‌ها از طریق تعیین توالی ژنوم افراد مبتلا و والدین آنها با اوتیسم مرتبط شده‌اند. با این حال، بیشتر جهش‌هایی که خطر اوتیسم را افزایش می‌دهند، شناسایی نشده‌اند. به‌طور معمول، اوتیسم را نمی‌توان در یک جهش مندلی (تک ژنی) یا در یک اختلال کروموزومی منفرد ردیابی کرد، و هیچ‌یک از سندرم‌های ژنتیکی مرتبط با ASD نشان داده نشده است که به‌طور انتخابی باعث ASD شوند. ژن‌های کاندید متعددی پیدا شده‌اند که تنها اثرات کوچکی به هر ژن خاص نسبت داده می‌شود. اکثر جایگاه‌های کروموزومی کمتر از ۱٪ علت اوتیسم را توضیح می‌دهند. تا سال ۲۰۱۸ میلادی، به نظر می‌رسد که بین ۷۴ تا ۹۳ درصد از خطر ASD قابل ارثی است. پس از تشخیص ASD در یک کودک بزرگتر، ۷ تا ۲۰ درصد از کودکان بعدی نیز احتمالاً مبتلا خواهند شد. اگر والدین یک فرزند اوتیستیک داشته باشند، ۲ تا ۸ درصد احتمال دارد که فرزند دومی نیز اوتستیک باشد. اگر کودک اوتیستیک یک دوقلو همسان باشد، دیگری در ۳۶ تا ۹۵ درصد مواقع مبتلا می‌شود. اگر آنها دوقلوهای برادر باشند، دیگری تنها تا ۳۱ درصد مواقع تحت تأثیر قرار می‌گیرد. تعداد زیادی از افراد مبتلا به اوتیسم با اعضای خانواده سالم ممکن است ناشی از تغییرات ساختاری خود به خودی مانند حذف، مضاعف شدن ژن یا وارونگی کروموزومی در مواد ژنتیکی در طول میوز باشد. از این رو، بخش قابل توجهی از موارد اوتیسم ممکن است به دلایل ژنتیکی قابل ردیابی باشد که بسیار ارثی هستند اما به ارث برده شده نیستند: یعنی جهشی که باعث اوتیسم می‌شود در ژنوم والدین وجود ندارد.
از سال ۲۰۱۸ میلادی، درک عوامل خطر ژنتیکی از تمرکز بر چند آلل به درک این موضوع تغییر کرده که درگیری ژنتیکی در ASD احتمالاً پیچیده و پراکنده تر است و بسته به تعداد زیادی از متغیرها، که برخی از آنها رایج هستند و تأثیر کمی دارند، و برخی از آنها نادر هستند و تأثیر زیادی دارند. به نظر می‌رسد شایع‌ترین ژن مختل شده با انواع نادر اثر بزرگ CHD8 باشد، اما کمتر از ۰٫۵ درصد از افراد اوتیستیک دارای چنین جهشی هستند. ژن CHD8 پروتئین:protein chromodomain helicase DNA binding protein 8 را که یک آنزیم تنظیم کننده کروماتین و ضروری در رشد جنین است را کد گذاری می‌کند و یک آنزیم وابسته به ATP است. این پروتئین حاوی یک دامنه هلیکاز Snf2 است که مسئول هیدرولیز ATP به ADP است. CHD8 یک هلیکاز DNA را رمزگذاری می‌کند که با بازسازی ساختار کروماتین و با تغییر موقعیت نوکلئوزوم‌ها، به عنوان یک مهارکننده رونویسی (transcription repressor) عمل می‌کند. CHD8 سیگنال دهی Wnt را به‌طور منفی تنظیم می‌کند. سیگنال دهی Wnt در رشد اولیه و ریخت‌زایی مهره‌داران مهم است. باور بر این است که CHD8 همچنین histone H1 را جذب می‌کند و باعث سرکوب β-کاتنین و ژنهای هدف p53 می‌شود. اهمیت CHD8 را می‌توان در مطالعاتی مشاهده کرد که موش‌های با CHD8 سرکوب شده پس از ۵٫۵ روز جنینی به دلیل آپوپتوز ناشی از p53 گسترده و دامنه‌دار مردند. برخی از مطالعات نقش CHD8 را در اختلال طیف اوتیسم (ASD) مشخص کرده‌اند. بیان CHD8 به‌طور قابل توجهی در طول رشد اواسط جنین انسان افزایش می‌یابد. فعالیت بازسازی کروماتین و تعامل آن با تنظیم کننده‌های رونویسی نشان داده شده است که نقش مهمی در سبب‌شناسی ASD ایفا می‌کند. مغز پستانداران در حال رشد دارای مناطق هدف CHD8 خاموش شده (یا نگهداری و حفاظت شده reserved نیازمند اصلاح و راهنمایی دیگر ویراستارها یا یک شخص متخصص) است که با ژن‌های خطر ASD مرتبط است. Gene knockdown یا کاهش بیان ژن CHD8 در سلول‌های بنیادی عصبی انسان منجر به اختلال در تنظیم ژن‌های خطر ASD می‌شود که توسط CHD8 هدف قرار می‌گیرند. اخیراً CD8 ربط داده شده به تنظیم آران‌ای‌های بلند غیر کد کننده (lncRNAs) و تنظیم شروع غیرفعال‌سازی کروموزوم ایکس (XCI) از طریق تنظیم XIST (که یک آران‌ای بلند غیر کد کننده و تنظیم‌کننده اصلی XCI می‌باشد).
برخی از ASD با شرایط ژنتیکی واضحی مانند سندرم X شکننده همراه است. با این حال، تنها حدود ۲٪ از افراد اوتیستیک X شکننده دارند. فرضیه‌های روان‌پزشکی تکاملی پیشنهاد داده است که این ژن‌ها به این دلیل در نسل‌های بعد باقی می‌مانند چون با خلاقیت، هوش یا ساختار سازی انسان مرتبط هستند.
تحقیقات کنونی نشان می‌دهد که ژن‌هایی که حساسیت به دچار به ASD شدن را افزایش می‌دهند، ژن‌هایی هستند که سنتز پروتئین در سلول‌های عصبی را در پاسخ به نیازهای سلولی، فعالیت و چسبندگی سلول‌های عصبی، تشکیل و بازسازی سیناپسها، و برانگیختگی تا تعادل انتقال‌دهنده‌های عصبی مهارکننده را کنترل می‌کنند؛ بنابراین، علیرغم وجود بیش از ۱۰۰۰ ژن مختلف که تصور می‌شود در افزایش خطر ابتلا به ASD نقش دارند، همه آنها در نهایت بر رشد طبیعی عصبی و اتصال بین مناطق مختلف عملکردی مغز به روشی مشابه که مشخصه یک مغز ASD است، تأثیر می‌گذارند. برخی از این ژن‌ها برای تعدیل تولید انتقال دهنده عصبی GABA که انتقال دهنده عصبی بازدارنده اصلی در ساختار عصبی است، شناخته شده است. این ژن‌های مرتبط با GABA در مغز ASD کمتر بیان می‌شوند. از سوی دیگر، ژن‌های کنترل‌کننده بیان سلول‌های گلیال و ایمنی در مغز به عنوان مثال. آستروسیت‌ها و میکروگلیاها، به ترتیب، بیش از حد بیان می‌شوند که با افزایش تعداد سلول‌های گلیال و ایمنی موجود در مغزهای ASD پس از مرگ مرتبط است. برخی از ژن‌های تحت بررسی در پاتوفیزیولوژی ASD آنهایی هستند که بر مسیر سیگنالینگ mTOR که از رشد و بقای سلول پشتیبانی می‌کند، تأثیر می‌گذارند.
همه این انواع‌های ژنتیکی به توسعه طیف اوتیسم کمک می‌کنند. با این حال، نمی‌توان تضمین کرد که آنها عوامل تعیین‌کننده توسعه و رشد ASD هستند.
اوتیسم ممکن است به دلیل وجود فرضیه (غلط یا درست معلوم نیست) بیشتر موجود بودن در مردان و پسران، توسط پزشکان و دیگر متخصصان در زنان و دختران کمتر تشخیص داده شود، اما با این حال، پدیده‌های ژنتیکی مانند نقش‌گذاری ژنومی و X linkage توانایی افزایش فراوانی و شدت این اختلال را در مردان بیشتر می‌کند و نظریه‌ها و فرضیه‌های ژنتیکی نیز مانند فرضیه Imprinted brain و نظریه Empathising–systemising برای دیده شدن بیشتر این اختلال در پسران ارائه شده است.

### اوایل زندگی
چندین عارضه قبل از تولد و دوره جنینی به عنوان عوامل خطر احتمالی اوتیسم گزارش شده است. این عوامل خطر عبارتند از دیابت بارداری مادر، سن مادر و پدر بالای ۳۰ سال، خونریزی بعد از سه‌ماهه اول بارداری، استفاده از داروهای تجویزی (مانند والپروات) در دوران بارداری و مامیزه در مایع آمنیوتیک. در حالی که تحقیقات در مورد ارتباط این عوامل با اوتیسم قطعی نیست، هر یک از این عوامل بیشتر در کودکان مبتلا به اوتیسم در مقایسه با خواهر و برادر آنها که اوتیسم ندارند و سایر جوانان معمولاً در حال رشد شناسایی شده‌اند. در حالی که مشخص نیست که آیا هر یک از عوامل منفرد در مرحله قبل از تولد بر خطر ابتلا به اوتیسم تأثیر می‌گذارد یا خیر، عوارض دوران بارداری ممکن است یک خطر ابتلا به اوتیسم باشد.
این فرضیه که کمبود ویتامین D نقشی در اوتیسم دارد، از نظر بیولوژیکی محتمل است، اما در مورد آن تحقیق نشده است. کمبود ویتامین D اغلب در کودکان مبتلا به اوتیسم نسبت به کودکانی که سالم به حساب می‌آیند مشاهده می‌شود. سطوح پایین ویتامین D در مراحل اولیه رشد به عنوان یک عامل خطر برای اوتیسم فرض شده است.
همچنین مطالعاتی در حال انجام است تا بررسی شود که آیا انواع خاصی از اوتیسم واپس‌رونده اساس خود ایمنی دارند یا خیر.
تغذیه و التهاب مادر در دوران قبل از لقاح و دوره بارداری بر رشد عصبی جنین تأثیر می‌گذارد. محدودیت رشد داخل رحمی با ASD در نوزادان دوره بارداری عادی و نوزادان زودرس مرتبط است. بیماری‌های التهابی و خودایمنی مادر ممکن است به بافت‌های جنین آسیب برساند، یک مشکل ژنتیکی را تشدید کند یا به ساختار عصبی آسیب برساند.
قرار گرفتن در معرض آلودگی هوا در دوران بارداری، به ویژه فلزات سنگین و ذرات، ممکن است خطر ابتلا به اوتیسم را افزایش دهد. عوامل محیطی و محیط زیستی که بدون شواهد علمی برای کمک به شکل‌گیری اوتیسم یا تشدید آن ادعا شده است شامل برخی غذاها، بیماری‌های عفونی، حلال‌ها، PCB‌ها، فتالات‌ها و فنول‌های مورد استفاده در محصولات پلاستیکی، آفت کش‌ها، پیشگیر برمی شعله، الکل، سیگار کشیدن، داروهای غیرقانونی، واکسن‌ها، و استرس قبل از تولد است. برخی از آنها مانند واکسن ام‌ام‌آر، از لحاظ علمی کاملاً رد شده‌اند.

### فرضیه رد شده تأثیر واکسن بر وجود آمدن اوتیسم
ممکن است والدین، ابتدا از علائم اوتیسم در کودک خود در حوالی زمان واکسیناسیون معمول فرزندشان آگاه شوند. این امر منجر به تئوری‌های حمایت‌نشده غیر علمی و غلطی (خصوصاً در طبقه اجتماعی خاص و مشخصی در ایالات متحده) شده است که در آن «استفاده بیش از حد واکسن»، نگهدارنده واکسن، یا واکسن MMR را برای ایجاد اوتیسم مقصر می‌دانند. در سال ۱۹۹۸ میلادی، اندرو ویکفیلد، پزشک خلع شده، یک مطالعه تقلبی و کلاهبردارانه را رهبری کرد که پیشنهاد می‌کرد که واکسن MMR ممکن است باعث ایجاد اوتیسم شود. یک حدس در مطالعه کلاهبردارانه نشان می‌داد که اوتیسم از آسیب مغزی ناشی از خود واکسن MMR یا تیومرسال (یک نگهدارنده واکسن)، ناشی می‌شود. هیچ شواهد علمی قانع‌کننده‌ای این ادعاها را تأیید نمی‌کند، این ادعاها از نظر بیولوژیکی غیرممکن هستند، و شواهد بیشتری همچنان آنها را رد می‌کنند، از جمله مشاهده اینکه نرخ شیوع اوتیسم علی‌رغم حذف تیمروسال از واکسن‌های معمول دوران کودکی همچنان در حال افزایش بوده. یک مطالعه فراتحلیلی در سال ۲۰۱۴ میلادی، ده مطالعه عمده در مورد اوتیسم و واکسن‌ها را که شامل ۱٫۲۵ میلیون کودک در سراسر جهان بود را مورد بررسی قرار داد. در این مطالعه نتیجه‌گیری شد که نه واکسن MMR که هرگز در آن تیومرسال نبوده است، و نه اجزای واکسنی که دارای تیمروسال یا جیوه بوده است، منجر به ایجاد و رشد اختلال‌های طیف اوتیسم نمی‌شوند. با وجود این، نگرانی نابجای بعضی از والدین منجر به کاهش میزان واکسیناسیون در دوران کودکی، شیوع بیماری‌های کودکی کنترل شده قبلی در برخی کشورها (مانند ایالات متحده) و مرگ قابل پیشگیری چندین کودک به دلیل واکسینه نشدن آنها توسط والدینشان شده است.

### فرضیه‌های علت شناختی
فرضیه‌های متعددی ارائه شده است که سعی می‌کند با ادغام علل شناخته شده (اثرات ژنتیکی و محیطی) و یافته‌های علمی (عصب بیولوژیکی و جسمی) چگونگی و چرایی ایجاد اوتیسم را توضیح دهد. برخی از آنها مانند سه‌گانه پاتوژنیک به انگلیسی: Pathogenetic Triad, از دیگری جامع‌تر و کلی‌تر هستند. این فرضیه که سه ویژگی اصلی (شخصیت اوتیستیک، جبران شناختی، بار آسیب شناختی عصبی) را پیشنهاد و اجرا می‌کند و پیشنهاد می‌کند که این سه عامل با ارتباط با یک دیگر باعث ایجاد اوتیسم می‌شود. نظریه دیگر Intense World Theory می‌باشد، که اوتیسم را از طریق نوروبیولوژی بیش فعال توضیح می‌دهد. که منجر به افزایش ادراک، توجه، حافظه و احساسات و هیجانات در فرد می‌شود. همچنین فرضیه‌های ساده‌تری وجود دارد که تنها بخش‌های فردی از نوروبیولوژی یا فنوتیپ اوتیسم را توضیح می‌دهد، مانند کوری ذهن به انگلیسی: Mind blindness (کاهش توانایی برای نظریه ذهن)، نظریه انسجام مرکزی ضعیف به انگلیسی:Weak central coherence theory, یا مغز با جنسیت مردانه افراطی اوتیسم، به انگلیسی:Extreme male brain theory of autism و نظریه همدلی-نظام‌بخشی به انگلیسی:Empathising–systemising theory.

### فرضیه‌های تکاملی
تحقیقاتی که به بررسی فواید تکاملی اوتیسم و ژن‌های مرتبط با آن می‌پردازد، نشان می‌دهد که افراد اوتیستیک ممکن است «نقش منحصربه‌فردی در حوزه‌های تکنولوژیکی و درک سیستمهای طبیعی» در مسیر توسعه ژنی انسانی داشته باشند. پیشنهاد شده است که ممکن است صفات اوتیستیک به عنوان "جایگزینی جزئی برای سایر صفات که به عنوان بسیار سودمند دیده می‌شوند" به‌وجود آمده باشند، و این صفات "مزایایی در ساخت ابزار و تفکر مکانیکی" فراهم می‌کنند، با این گمانه زنی که این شرایط ممکن است "خود را به عنوان نتیجه یک Balanced polymorphism، مانند کم خونی سلول داسی شکل، که در ترکیب خاصی از ژن‌ها سودمند و در ترکیبات خاص مضر است، آشکار کنند.
در سال ۲۰۱۱ میلادی، مقاله‌ای در ژورنال علمی Evolutionary Psychology پیشنهاد کرد که ویژگی‌های اوتیسم، از جمله افزایش توانایی‌های هوش فضایی، تمرکز و حافظه، می‌توانستند به طور طبیعی انتخاب شده باشند تا جستجوی خودکفایی را در غذایابی در یک محیط انفرادی‌تر (هر چند نه کاملاً) فراهم کنند. (این فرضیه با نام "فرضیه جوینده انفرادی " به انگلیسی:Solitary Forager Hypothesis شناخته می‌شود). یک مقاله در سال ۲۰۱۶ میلادی نشانگان آسپرگر را به عنوان «یک راهبرد انطباقی با محیط اجتماعی جایگزین» بررسی می‌کند که بر اساس آن ممکن است در نتیجه ظهور «اخلاق مشارکتی» در زمینه گردهم‌آمدگی شکارچیان در مقیاس کوچک ایجاد شده باشد، یعنی جایی که «شهرت اجتماعی مثبت برای کمک به رفاه و بقای گروه» مهم‌تر از درک پیچیده اجتماعی می‌شود.

## پاتوفیزیولوژی اختلال طیف اوتیسم
علائم اوتیسم ناشی از تغییرات مربوط به رشد در ساختارهای مختلف مغز است. چگونگی بروز اوتیسم به خوبی درک نشده است. مکانیسم آن را می‌توان به دو بخش تقسیم کرد: پاتوفیزیولوژی ساختارهای مغز و فرایندهای مرتبط با اوتیسم، و پیوندهای نروفیزیولوژیک بین ساختارهای مغز و رفتارها. به نظر می‌رسد رفتارهای اختلال طیف اوتیسم دارای پاتوفیزیولوژی‌های متعدد هستند.
شواهدی وجود دارد که نشان می‌دهد ناهنجاری‌های محور روده-مغز ممکن است در اوتیسم نقشی داشته باشد. یک بررسی و مطالعه در سال ۲۰۱۵ میلادی پیشنهاد کرد که ساختار ایمنی، التهاب لوله گوارشی، عملکرد نادرست دستگاه عصبی خودمختار، تغییرات فلور روده و متابولیت‌های غذایی ممکن است باعث التهاب عصبی در مغز و اختلال در عملکرد آن شوند. یک بررسی در سال ۲۰۱۶ میلادی به این نتیجه رسید که ناهنجاری‌های Enteric Nervous System (ENS) (یکی از بخش‌های اصلی دستگاه عصبی خودمختار) در اختلالات عصبی مانند اوتیسم ممکن است نقشی داشته باشد. اتصالات عصبی و ساختار ایمنی مسیری هستند که ممکن است به بیماری‌های منشأ گرفته از روده اجازه انتشار به مغز را بدهند.
چندین خط شواهد و مدارک علمی به اختلال عملکرد سیناپسی به عنوان یک علت اوتیسم اشاره می‌کنند. برخی از جهش‌های نادر ممکن است با ایجاد اختلال در برخی مسیرهای سیناپسی، مانند مسیرهای مرتبط با چسبندگی سلولی، منجر به اوتیسم شوند. همه تراتوژن‌های شناخته شده (عواملی که باعث نقص مادرزادی می‌شوند) مرتبط با خطر ابتلا به اوتیسم به نظر می‌رسد در طول هشت هفته اول پس از لقاح عمل می‌کنند، و اگرچه این احتمال شروع یا تأثیر اوتیسم را در مراحل بعدی رد نمی‌کند. شواهد قوی وجود دارد که اوتیسم در مراحل خیلی اولیه رشد و لقاح نشات می‌گیرد.
به‌طور کلی، مطالعات عصبی آناتومیک از این مفهوم حمایت می‌کند که اوتیسم ممکن است شامل ترکیبی از بزرگ شدن مغز در برخی مناطق و کوچک‌شدگی در برخی دیگر باشد. این مطالعات نشان می‌دهد که اوتیسم ممکن است به دلیل رشد غیرطبیعی نورون‌ها و کاهش نورون‌ها در مراحل اولیه رشد مغز قبل از تولد و پس از تولد ایجاد شود، که باعث می‌شود برخی از نواحی مغز با تعداد زیادی نورون و مناطق دیگر با نورون‌های بسیار کمی باقی بماند. بعضی از تحقیقات یک بزرگ شدن کلی مغز در اوتیسم را گزارش کرده‌اند، در حالی که برخی دیگر ناهنجاری‌ها را در چندین نواحی مغز از مغز، از جمله لوب پیشانی، ساختار نورون آینه‌ای، دستگاه لیمبیک، لوب تمپورال و جسم پینه‌ای نشان می‌دهند.
در مطالعات تصویربرداری عصبی کارکردی، هنگام انجام وظایف نظریه ذهن و پاسخ به احساسات صورت، فرد میانه (آمار) در طیف اوتیسم نسبت به عضو میانه یک جمعیت کنترل که به درستی نمونه‌گیری شده بود، فعالیت کمتری در سامانه حسی-پیکری قشر مغز نشان می‌دهد. این یافته با گزارش‌هایی که الگوهای غیرطبیعی ضخامت بخش بیرونی مخ و حجم ماده خاکستری را در آن نواحی از مغز افراد اوتیستیک نشان می‌دهند، هماهنگ است.

### ارتباطات مغزی
مشاهده شده است که مغز افراد اوتیستیک دارای اتصال غیرطبیعی است و میزان این ناهنجاری‌ها مستقیماً با شدت اوتیسم ارتباط دارد. در زیر برخی از الگوهای ارتباط غیرعادی مشاهده شده در افراد اوتیسم آورده شده است:
- کاهش اتصال بین نواحی تخصصی مختلف مغز (مانند تراکم نورون پایین در جسم پینه ای) و ارتباط بیش از حد نسبی در نواحی تخصصی مغز تا بزرگسالی. اتصال بین نواحی مختلف مغز (ارتباط «بلند برد») برای یکپارچه سازی و پردازش جهانی اطلاعات و مقایسه اطلاعات حسی دریافتی با مدل موجود فرد از دنیا در درون مغز مهم است. اتصالات در هر منطقه تخصصی (اتصالات "کوتاه برد") برای پردازش جزئیات فردی و اصلاح مدل موجود جهان در مغز برای انعکاس بیشتر اطلاعات حسی دریافتی مهم هستند. در دوران نوزادی و در کودکانی که در معرض خطر بالای اوتیسم بودند و بعداً نیز به اوتیسم مبتلا شدند، مشاهده شد که ارتباط دوربرد غیرطبیعی بالایی داشتند که سپس در دوران کودکی کاهش یافت و در نهایت در بزرگسالی نیز این ارتباط دوربرد کاهش یافت.[۱۹۸]
- پردازش ترجیحی غیرطبیعی اطلاعات توسط نیمکره چپ مغز در مقابل پردازش ترجیحی اطلاعات توسط نیمکره راست در افراد با ساختار عصبی عادی و سالم (neurotypical). نیمکره چپ با پردازش اطلاعات مربوط به جزئیات مرتبط است در حالی که نیمکره راست با پردازش اطلاعات به معنای کلی تر و یکپارچه‌تر مرتبط است که برای تشخیص الگو در انسان ضروری است. به عنوان مثال، اطلاعات بصری مانند تشخیص چهره معمولاً توسط نیمکره راست پردازش می‌شود که تمایل به ادغام تمام اطلاعات از یک سیگنال حسی دریافتی دارد، در حالی که مغز افراد دارای ASD ترجیحاً اطلاعات بصری را در نیمکره چپ پردازش می‌کند، نیمکره‌ای که در آن اطلاعات تمایل دارند برای جزئیات محلی چهره پردازش شوند نه برای پردازش پیکربندی کلی صورت. این تقسیم‌بندی وظایف مغز در سمت چپ بر تشخیص چهره و مهارت‌های تشخیص فضایی ۳بعدی و ۲بعدی تأثیر منفی می‌گذارد.[۱۹۸]
- افزایش اتصال عملکردی در نیمکره چپ که به‌طور مستقیم با شدت اوتیسم ارتباط دارد. این مشاهده علمی همچنین از پردازش ترجیحی جزئیات اجزای فردی اطلاعات حسی نسبت به پردازش کلی و همگانی اطلاعات حسی در مغز افراد ASD پشتیبانی می‌کند.[۱۹۸]
- اتصال غیرطبیعی برجسته در نواحی لوب پیشانی و لوب پس سری. در افراد اوتیستیک اتصال کم در قشر پیشانی از دوران نوزادی تا بزرگسالی مشاهده شده. این برخلاف اتصال دوربرد است که در افراد ASD در دوران نوزادی زیاد و در بزرگسالی کم است.[۱۹۸] سازمان‌بندی عصبی غیرطبیعی نیز در ناحیه بروکا مشاهده می‌شود که برای تولید گفتار مهم است.[۱۴۷]

### نروپاتولوژی
- در زیر برخی از یافته‌های مشخصه در مغزهای ASD در سطوح مولکولی و سلولی بدون توجه به تنوع ژنتیکی خاص یا جهش که در ایجاد اوتیسم در یک فرد خاص نقش دارد، فهرست شده است:
- در دستگاه لیمبیک نورون‌های کوچکتر و متراکم تر در کنار هم قرار گرفته‌اند. با توجه به اینکه ساختار لیمبیک مرکز اصلی احساسات و حافظه در مغز انسان است، این مشاهده ممکن است اختلال اجتماعی در ASD را توضیح دهد.[۱۴۷]
- نورون‌های پورکنژ کمتر و کوچکتر در مخچه. تحقیق جدیدی نقش مخچه را در پردازش احساسات و زبان نشان می‌دهد.[۱۴۷]
- افزایش تعداد آستروسیت‌ها و میکروگلیاها در قشر مغز. این سلول‌ها پشتیبانی متابولیکی و عملکردی نورون‌ها را فراهم می‌کنند و به ترتیب هرکدام به عنوان سلول‌های ایمنی در ساختار عصبی عمل می‌کنند.[۱۴۷]
- افزایش اندازه مغز در اوایل کودکی باعث ایجاد ماکروسفالی در ۱۵ تا ۲۰ درصد از افراد ASD می‌شود. اما اندازه مغز در اواسط کودکی عادی می‌شود. این تغییر در اندازه مغز در مغز ASD یکنواخت نیست و برخی از بخش‌ها مانند لوب‌های پیشانی و گیجگاهی بزرگ‌تر هستند، برخی مانند لوب آهیانه‌ای و لوب پس‌سری با اندازه طبیعی و برخی مانند کرمینه مخچه‌ای، جسم پینه‌ای و عقده‌های قاعده‌ای کوچک‌تر از افراد عادی و نوروتیپکال اند.[۱۴۷]
- مولکول‌های چسبندگی سلولی (مقاله‌اش در ویکی فارسی موجود نیست اما مقاله چسبندگی سلولی موجود است) که برای تشکیل و حفظ اتصالات بین نورون‌ها ضروری هستند، نورولایگین موجود در نورون‌های پس سیناپسی که مولکول‌های چسبنده سلول پیش‌سیناپسی را متصل می‌کنند، و پروتئین‌هایی که مولکول‌های چسبنده سلول را به نورون‌ها متصل می‌کنند، همگی در ASD جهش یافته‌اند.[۱۴۷]

### محور ایمنیمغر-روده(ٰGut-immune-brain axis)
تا ۷۰ درصد از افراد اوتیستیک مشکلات مربوط به دستگاه گوارش مانند ریفلاکس، اسهالی، یبوست، بیماری التهابی روده و آلرژی‌های غذایی دارند.مشاهده شده است که جمع‌شدگی باکتری‌های روده (به انگلیسی:makeup of gut bacteria) در افراد دارای اختلال طیف اوتیسم نسبت به افراد عادی متفاوت است و این مشاهده علمی این سؤال را ایجاد کرده است که آیا این باکتری‌های روده با ایجاد حالتی التهابی موجب اوتیسم می‌شوند یا خیر؟
در زیر برخی از یافته‌های تحقیقاتی در مورد تأثیر باکتری‌های روده و پاسخ‌های غیرطبیعی ایمنی بر رشد مغز آمده است:
- برخی از مطالعات روی حیوانات جونده نشان داده‌اند که باکتری‌های روده بر عملکردهای عاطفی و تعادل انتقال‌دهنده‌های عصبی در مغز تأثیر می‌گذارند که هر دو در ASD تأثیر دارند.[۱۴۷]
- تصور می‌شود که ساختار ایمنی واسطه ای است که تأثیر باکتری‌های روده را بر مغز تعدیل می‌کند. برخی از افراد ASD دارای ساختار ایمنی ناکارآمد با تعداد بیشتری از انواع سلول‌های ایمنی، پیام رسان‌ها و تعدیل کننده‌های بیوشیمیایی و آنتی‌بادی‌های خود ایمنی هستند. افزایش نشانگرهای زیستی التهابی با افزایش شدت علائم ASD مرتبط است و شواهدی برای حمایت از وضعیت التهاب مزمن مغز در ASD وجود دارد.[۲۰۱]
- پاسخ‌های التهابی واضح‌تری به باکتری‌ها در افراد ASD با فلور میکروبی دستگاه گوارشی غیرطبیعی روده یافت شد. علاوه بر این، آنتی‌بادی‌های ایمونوگلوبولین A که مرکزی برای ایمنی روده هستند نیز در سطح و میزان بالایی در جمعیت‌های ASD یافت شدند. برخی از این آنتی‌بادی‌ها ممکن است به پروتئین‌هایی حمله کنند که از میلین‌سازی مغز پشتیبانی می‌کنند، فرایندی که برای انتقال قوی سیگنال عصبی در بسیاری از اعصاب مهم است.[۲۰۲]
- فعال شدن دستگاه ایمنی مادر در دوران بارداری (توسط باکتری‌های روده، سموم باکتریایی، عفونت یا علل غیر عفونی) و باکتری‌های روده در مادری که باعث افزایش سطح Th17، یک سلول ایمنی پیش التهابی شد، با افزایش خطر ابتلا به اوتیسم ارتباط داده شده. برخی از آنتی‌بادی‌های IgG مادری که برای ایجاد ایمنی غیرفعال برای جنین از جفت جنین عبور می‌کنند، می‌توانند به مغز جنین نیز حمله کنند.[۲۰۳]
- پیشنهاد شده است که التهاب در مغز که توسط پاسخ‌های التهابی به میکروبیوم مضر روده ایجاد می‌شود، بر رشد مغز تأثیر می‌گذارد.[۲۰۴]
- نشان داده شده که Pro-inflammatory سیتوکین‌ها IFN-γ، IFN-α، TNF-α، IL-6 و IL-17 رفتارهای اوتیسم را در مدل‌های حیوانی ترویج می‌کنند. نشان داده شده است که تجویز anti-IL-6 و anti-IL-17 همراه با IL-6 و IL-17، این اثر را در همان مدل‌های حیوانی خنثی می‌کند.[۲۰۵]
- برخی از پروتئین‌ها و محصولات میکروبی روده می‌توانند از سد خونی مغز عبور کرده و ماست سل‌ها را در مغز فعال کنند. ماست سل‌ها فاکتورهای پیش التهابی و هیستامین را آزاد می‌کنند که نفوذپذیری سد خونی مغزی را بیشتر می‌کند و به ایجاد چرخه التهاب مزمن کمک می‌کند.[۲۰۶]

### ساختار نورون آینه‌ای
ساختار عصبی آینه ای شامل شبکه ای از نواحی مغزی است که با فرایندهای همدلی در انسان مرتبط است. در انسان، ساختار نورون آینه ای در شکنج فرونتال تحتانی و Inferior parietal lobule شناسایی شده است و تصور می‌شود که در طول تقلید یا مشاهده رفتارها فعال می‌شود. ارتباط بین اختلال عملکرد نورون آینه ای و اوتیسم غیر قطعی و احتمالی است، و باید دید که چگونه نورون‌های آینه ای ممکن است با بسیاری از ویژگی‌های مهم اوتیسم مرتبط باشند.

### ارتباط دوجانبه "مغز اجتماعی". "Social brain" interconnectivity
تعدادی از مناطق و شبکه‌های مجزای مغز در میان مناطقی که درگیر برخورد با افراد دیگر هستند، با هم تحت عنوان و سرفصل «مغز اجتماعی» (به انگلیسی: social brain) مورد بحث قرار گرفته‌اند. از سال ۲۰۱۲ میلادی، توافق نظر وجود دارد که طیف اوتیسم احتمالاً به مشکلات مربوط به اتصال بین این مناطق و شبکه‌ها مربوط می‌شود، نه مشکلات خاص فقط یک منطقه یا شبکه.

### لوب گیجگاهی
عملکرد لوب گیجگاهی با بسیاری از نقایص مشاهده شده در افراد مبتلا به ASD مرتبط است، مانند زبان دریافتی، شناخت اجتماعی، توجه اشتراکی، مشاهده عمل و همدلی. لوب گیجگاهی همچنین شامل Superior temporal sulcus و ناحیه صورت دوکی شکل (یا FFA) است که ممکن است واسطه پردازش صورت در مغز باشد. استدلال شده است که اختلال در superior temporal sulcus زمینه‌ساز نقایص اجتماعی است که در اوتیسم دیده می‌شود. در مقایسه با افراد معمولی در حال رشد، یک مطالعه نشان داد که افراد مبتلا به به اصطلاح «اوتیسم با عملکرد بالا» هنگام مشاهده عکس‌های صورت، فعالیت خود را در ناحیه superior temporal sulcus کاهش می‌دهند.

### میتوکندری
ASD می‌تواند با بیماری میتوکندریایی، یک ناهنجاری سلولی اساسی با پتانسیل ایجاد اختلال در طیف وسیعی از ساختارهای بدن مرتبط باشد. یک مطالعه فرا تحلیلی در سال ۲۰۱۲ میلادی، و همچنین سایر مطالعات جمعیتی نشان می‌دهد که تقریباً ۵ درصد از کودکان اوتیستیک معیارهای اختلال عملکرد میتوکندری کلاسیک را دارند. با توجه به اینکه تنها ۲۳٪ از کودکان مبتلا به ASD و بیماری میتوکندریایی ناهنجاری‌های DNA میتوکندریایی را نشان می‌دهند، مشخص نیست که چرا این بیماری میتوکندریایی رخ می‌دهد.

### سروتونین
سروتونین یک انتقال دهنده عصبی اصلی در ساختار عصبی است و به شکل‌گیری نورون‌های جدید (عصب زایی)، ایجاد ارتباطات جدید بین نورون‌ها (سیناپتوژنز)، بازسازی سیناپس‌ها، و بقا و مهاجرت نورون‌ها کمک می‌کند، فرایندهایی که برای رشد مغز و رشد ضروری هستند. برخی از این فرایندها نیز برای یادگیری در مغز بزرگسالان ضروری هستند. مشخص شده که ۴۵ درصد از افراد ASD سطح سروتونین خون افزوده‌ای دارند. این فرضیه وجود دارد که افزایش فعالیت سروتونین در مغز در حال رشد ممکن است شروع ASD را تسهیل کند. در شش مطالعه از هشت مطالعه در استفاده از بازدارنده بازجذب سروتونین (SSRIs) توسط مادر باردار و تأثیر آن بر کودکی که در محیط قبل زایمان در معرض SSRI قرار گرفته بود، ایجاد رابطه ای با این بازدارنده‌ها و ASD یافت شد. هرچند این مطالعات نتوانستند به‌طور قطعی به این نتیجه برسد که SSRIها باعث افزایش خطر ابتلا به ASD (به دلیل سوگیری‌های و جانبداری‌های موجود در آن مطالعات) دارند و عامل اصلی آن هستند و نویسندگان آن مطالعات خواستار مطالعات قطعی تر و بهتر انجام شده در این زمینه شدند. از آن زمان به بعد نشان داده شده است که confounding by indication محتمل است (احتمالا منظور از این اصطلاح این است که تحقیقات دچار جانبداری بوده/پیوندهای این جمله و یادکرد داده شده را ببینید). با این حال و به‌طور بالعکس، همچنین این فرضیه وجود دارد که SSRIها ممکن است به کاهش علائم ASD کمک کنند و حتی بر رشد مغز در برخی از بیماران ASD تأثیر مثبت بگذارند.

### ارتباط میان بیماری صرع و اوتیسم
بیماری صرع و اوتیسم هر دو از مشکلاتی در مغز نشات می‌گیرند. این مشکل به طرق مختلف بر ساختارهای مغزی و فعالیت‌های آن تأثیر می‌گذارد اما با این وجود همچنان دارای ویژگی‌های مشترک هستند. همین امر منجر شده است که محققان به وجود نوعی رابطه زیستی میان این دو بیماری و اختلال مشکوک شوند.
طبق تحقیقاتی که متخصصان و پزشکان در این زمینه انجام داده‌اند به این نتیجه رسیده‌اند که اختلال اوتیسم در افرادی شایع است که در حال حاضر بیماری صرع دارند و بیماری صرع در افرادی شایع است که در حال حاضر بیماری اوتیسم دارند. در افراد مبتلا به اوتیسم تمام انواع حملات صورت می‌گیرد.
طبق مقاله‌ای که در نتیجه تحقیقات امراض کودکان منتشر شد، مشخص شد که بیش از ۳۰ درصد از بیماران مبتلا به صرع از ضوابط اختلال اوتیسم هم برخوردار هستند. ۲۰ تا ۳۰ درصد از کودکانی که بیماری صرع دارند تا قبل ورود به دوره بزرگسالی به اختلال اوتیسم هم مبتلا خواهند شد.

## تشخیص اوتیسم
تشخیص اوتیسم بر پایهٔ رفتار افراد است و نه سبب یا مکانیزم خاص. وجود حداقل ۶ مورد از مواردی که در بندهای اول و دوم و سوم توصیف شده‌اند، لااقل دو مادّه از بند اول و یک مادّه از هر یک از بندهای دوم و سوم الزامی است.
- اختلال کیفی، در تعامل‌های اجتماعی با توجه به وجود دست کم ۲ عنصر از عناصری که در پی می‌آیند:

1. اختلال بارز در به کار بردن رفتارهای غیر کلامی متعدّد، مانند تماس چشمی، حالت چهره، وضع بدنی و حرکت‌ها به منظور تنظیم تعامل‌های اجتماعی.
2. ناتوانی در ایجاد روابط با همسالان به تناسب سطح تحول.
3. فقدان تمایل خودانگیخته به تقسیم کردن شادی‌ها، رغبت‌ها یا موفقیّت‌های خود با دیگران (برای مثال نشان ندادن، نیاوردن یا اشاره نکردن به اشیای مورد علاقه خود).
4. فقدان تقابل هیجانی یا اجتماعی.

- اختلال ارتباطی که براساس وجود دست کم یکی از عناصر زیر برجسته می‌شود:

1. تأخیر یا فقدان کامل تحوّل زبان گفتاری (بدون آنکه با کوشش برای جبران آن از طریق شیوه‌های دیگر مانند حرکت یا حالت‌های چهره، همراه باشد).[۲۱۹]
2. در افرادی که به قدر کافی از گفتار متناسب برخوردارند، اختلال بارز در آغاز یا حفظ جریان محاوره با دیگری.
3. استفاده قالبی و تکراری از زبان یا وجود زبان غیرمعمولی.
4. فقدان بازی‌های تخیّلی (وانمود کردن) متنوّع و ارتجالی یا بازی‌های تقلیدی اجتماعی متناسب با سطح تحوّل.

- محدود، تکراری یا قالبی بودن رفتارها، رغبت‌ها و فعالیت‌ها با توجه به وجود دست کم یک مورد از عناصر زیر نشان داده می‌شود:

1. دل‌مشغولی متمرکز بر یک یا چند کانون رغبت یکنواخت و محدود که از نظر شدت یا جهت، نابهنجار است.
2. چسبندگی ظاهراً انعطاف‌ناپذیر به عادت‌ها
3. اطوار گری‌های حرکتی قالبی و تکراری (مانند به هم زدن یا پیچ دادن دست‌ها یا انگشتان، یا حرکت‌های پیچیده تمامی بدن).
4. دل‌مشغولی دایم نسبت به برخی از اجزای اشیا.

در آبان ماه ۹۹، محققان دانشگاه‌های میامی و هاروارد با انجام یک آزمون شنوایی استاندارد بر روی تعداد زیادی نوزاد تازه متولدشده موفق به شناسایی ابتلای آنها به بیماری اوتیسم شدند. این آزمون استاندارد قبلاً هم بر روی نوزادان انجام می‌شد تا مشخص شود آیا آنها به کم شنوایی مبتلا هستند یا خیر. حال می‌توان از همین آزمون با تغییراتی برای شناسایی نوزادان مبتلا به اوتیسم شناسایی کرد. تست یادشده که ای‌بی‌آر (ABR) نام دارد، مبتنی بر ثبت رایانه‌ای اطلاعات مربوط به فعالیت عصب شنوایی نوزادانی است که در معرض صداهای منتقل شده از الکترودها قرار گرفته‌اند. این الکترودها به پوست سر نوزادان چسبانده می‌شوند. سروصدای ناشی از این آزمایش بسیار ملایم است و انجام آن حتی در زمان خواب بودن نوزادان نیز ممکن است. این آزمایش نشان داد نوزادانی که واکنش مغزی آنها به صداهای شنیده شده در طی آزمایش ای بی آر کندتر بوده بعدها مبتلا به اوتیسم شده‌اند.
انجام آزمایش مذکور بر روی ۱۴۰ هزار نوزاد در فلوریدا منجر به شناسایی ۳۲۱ کودک مبتلا به اوتیسم شد.

## مدیریت، درمان و مداخلات در افراد و کودکان اوتیستیک
هیچ درمان (منظور از درمان: از دست دادن علائم اوتیسم است و مشابه فردی با ساختار عصبی عادی شدن و نه مداخله درمانی یا رفتاری) شناخته شده‌ای برای اوتیسم وجود ندارد، و بسیاری از منابع توصیه می‌کنند که هدف درمان داشتن مناسب نیست. اگرچه درمان شرایط دیگری که ممکن است همزمان با اوتیسم رخ دهند یک هدف مهم باقی مانده است. هیچ درمان شناخته شده‌ای برای اوتیسم وجود ندارد، همچنین هیچ درمان شناخته شده‌ای نمی‌تواند به‌طور قابل توجهی جهش‌های مغزی ناشی از اوتیسم را کاهش دهد، اگرچه کسانی که نیاز به حمایت کم یا بدون نیاز به کمک دارند به احتمال زیاد در طول زمان کاهش علائم را تجربه می‌کنند. درجه علائم می‌تواند کاهش یابد، گاهی تا حدی که افراد تشخیص خود را از این اختلال طیفی از دست می‌دهند. گاهی این واقعه پس از یک دوره درمانی و مداخله ای شدید رخ می‌دهد و گاهی خارج از این دوره. مشخص نیست که این نتیجه چند وقت یکبار اتفاق می‌افتد، نرخ‌های گزارش شده درمان در نمونه‌های انتخاب نشده برای دوره درمانی از ۳٪ تا ۲۵٪ می‌باشد. اگرچه مشکلات اصلی ادامه پیدا می‌کنند ولی هرچند علائم اغلب با افزایش سن کمتر می‌شوند. فراگیری زبان قبل از شش سالگی، داشتن ضریب هوشی بالای ۵۰ و داشتن مهارت‌هایی که منجر پیدا کردن شغل شود، همگی نتایج بهتری را برای «درمان» و داشتن زندگی عادی پیش‌بینی می‌کنند. زندگی بدون مراقبت و زندگی مستقل با اوتیسم شدید بعید است. بسیاری از افراد اوتیستیک در انتقال به بزرگسالی با موانع مهمی روبرو هستند. در مقایسه با جمعیت عمومی، افراد اوتیستیک بیشتر احتمال دارد که بیکار باشند و هرگز شغلی نداشته باشند. حدود نیمی از افراد ۲۰ ساله مبتلا به اوتیسم شاغل نیستند. برخی از بزرگسالان اوتیستیک قادر به زندگی مستقل نیستند. چندین مداخله می‌تواند به کودکان مبتلا به اوتیسم کمک کند، و هیچ مداخله درمانی واحدی بهترین نیست. مداخلات درمانی رفتاری معمولاً متناسب با نیازهای کودک باید باشند. مطالعات مداخلات دارای مشکلات روش شناختی است که مانع از نتیجه‌گیری قطعی در مورد اثربخشی می‌شود. با این حال، توسعه مداخلات مبتنی بر شواهد پیشرفت کرده است.
اهداف اصلی درمان و مداخلات کاهش کسری‌ها و ناراحتی‌های خانوادگی و افزایش کیفیت زندگی و استقلال عملکردی فرد است. به‌طور کلی، ضریب هوشی بالاتر با پاسخگویی بیشتر به درمان و بهبود نتایج درمان مرتبط است. مداخلات رفتاری، روان‌شناختی، آموزشی و/یا مهارت‌سازی ممکن است برای کمک به افراد اوتیستیک برای یادگیری مهارت‌های زندگی لازم برای زندگی مستقل، و همچنین سایر مهارت‌های اجتماعی، ارتباطی و زبانی مورد استفاده قرار گیرد. هدف درمان نیز کاهش رفتارهای چالش‌برانگیز و ایجاد نقاط قوت است.
برنامه‌های آموزش ویژه پایدار و فشرده و رفتار درمانی در اوایل زندگی می‌تواند به کودکان کمک کند مراقبت از خود، ارتباطات و مهارت‌های شغلی را کسب کنند. اگرچه روش‌های مداخلات مبتنی بر شواهد علمی برای کودکان اوتیستیک متفاوت است، اما بسیاری از آنها رویکرد روان‌آموزشی را برای تقویت مهارت‌های شناختی، ارتباطی و اجتماعی اتخاذ می‌کنند و در عین حال رفتارهای مشکل‌زا را به حداقل می‌رسانند. در حالی که داروها برای کمک به علائم اصلی یافت نشده‌اند، اما ممکن است برای علائم مرتبط مانند تحریک‌پذیری، بی‌توجهی، یا الگوهای رفتاری تکراری استفاده شوند.

### درمان‌های غیر دارویی
برنامه‌های آموزش ویژه و پایدار یا آموزش اصلاحی و رفتار درمانی در اوایل زندگی می‌تواند به کودکان اوتیستیک کمک کند تا مهارت‌های مراقبت از خود، اجتماعی و شغلی را کسب کنند. رویکردهای موجود شامل تحلیل رفتار کاربردی، مدل‌های رشد، آموزش ساختاریافته، گفتار درمانی و زبان درمانی، درمان مهارت‌های اجتماعی و کاردرمانی است. در میان این رویکردها، مداخلات یا ویژگی‌های اوتیسم را به‌طور جامع درمان می‌کنند، یا درمان را بر روی یک ناحیه خاص از کمبود متمرکز می‌کنند. به‌طور کلی، هنگام آموزش افراد مبتلا به اوتیسم، ممکن است از تاکتیک‌های خاصی برای انتقال مؤثر اطلاعات به این افراد استفاده شود. استفاده از تعامل اجتماعی تا حد امکان در هدف قرار دادن ناتوانی افراد اوتیستیک در مورد تماس فرد به فرد، کلیدی است. علاوه بر این، تحقیقات نشان داده است که استفاده از گروه‌بندی‌های معنایی، که شامل تخصیص کلمات به مقوله‌های مفهومی معمولی است، می‌تواند در تقویت یادگیری مفید باشد.
توجه فزاینده ای به توسعه مداخلات مبتنی بر شواهد برای کودکان خردسال اوتیسم شده است. دو چارچوب نظری برای مداخله در دوران کودکی شامل تحلیل رفتاری کاربردی (ABA) و مدل اجتماعی-عملی رشدی (DSP) است. اگرچه درمان ABA دارای پایه شواهد قوی است، به ویژه در مورد درمان فشرده اولیه خانگی، اثربخشی ABA ممکن است با شدت تشخیصی و IQ فرد مبتلا به ASD محدود شود. مجله علمی روان‌شناسی بالینی کودک و نوجوان (به انگلیسی: The Journal of Clinical Child and Adolescent Psychology) دو مداخله در اوایل دوران کودکی را «به خوبی تثبیت شده» ارزیابی کرده است: ABA جامع فردی و ABA متمرکز که همراه با ترکیبی از DSP ه توسط معلم اجرا می‌شود.
یکی دیگر از مداخلات مبتنی بر شواهد که کارایی خود را نشان داده است، مدل آموزشی والدین است که به والدین می‌آموزد که چگونه تکنیک‌های مختلف ABA و DSP را خودشان پیاده‌سازی کنند. برنامه‌های مختلفی از DSP برای ارائه صریح ساختارهای مداخله از طریق پیاده‌سازی والدین در خانه توسعه یافته‌اند.
در اکتبر ۲۰۱۵ میلادی، آکادمی پزشکی اطفال آمریکا (AAP) توصیه‌های مبتنی بر شواهد جدیدی را برای مداخلات اولیه و زودهنگام در ASD برای کودکان زیر ۳ سال پیشنهاد کرد. این توصیه‌ها بر مشارکت زودهنگام با روش‌های رشدی و رفتاری، حمایت والدین و مراقبین، و تمرکز بر علائم اصلی و مرتبط با ASD تأکید دارند. با این حال، بررسی بنیاد همیاری کاکرین هیچ مدرکی مبنی بر مؤثر بودن مداخلات رفتاری فشرده اولیه (به انگلیسی: Early Intensive Behavioral Intervention یا با سرواژه EIBI) در کاهش مشکلات رفتاری مرتبط با اوتیسم در اکثر کودکان اوتیستیک پیدا نکرد، اما به بهبود IQ و مهارت‌های زبانی کمک کرد. بررسی کاکرین تصدیق کرد که این ممکن است به دلیل کیفیت پایین مطالعات موجود در EIBI باشد و بنابراین ارائه دهندگان باید EIBI را بر اساس قضاوت بالینی خود و ترجیحات خانواده توصیه کنند. هیچ عوارض جانبی از درمان EIBI یافت نشد. مطالعات انجام شده بر روی پت‌تراپی یا حیوان درمانی اثرات مثبتی را نشان داده است.
به‌طور کلی، مداخلات در ASD بر مداخلات رفتاری و آموزشی برای هدف قرار دادن دو علامت اصلی آن متمرکز است: نقص در ارتباطات اجتماعی و رفتارهای محدود و تکراری. اگر علائم پس از اجرای استراتژی‌های رفتاری ادامه یابد، می‌توان برخی داروها را برای هدف قرار دادن علائم خاص یا مشکلات همزمان مانند رفتارهای محدود و تکراری (RRBs)، اضطراب، افسردگی، بیش‌فعالی/بی‌توجهی و اختلال خواب توصیه کرد. به عنوان مثال ملاتونین می‌تواند برای مشکلات خواب استفاده شود.
در حالی که تعدادی از درمان‌های رفتاری با واسطه والدین برای هدف قرار دادن نقص‌های ارتباط اجتماعی در کودکان مبتلا به اوتیسم وجود دارد، در مورد اثربخشی مداخلات برای درمان RRBها تردید وجود دارد.

### آموزش

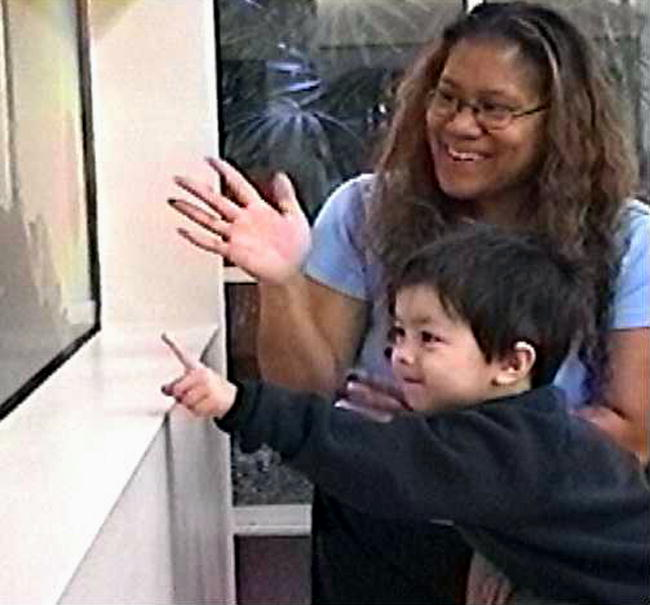
یک کودک سه ساله اوتیستیک به عنوان بخشی از آزمایشی که در مورد تأثیر آموزش متمرکز توجه مشترک (intensive shared-attention training) بر رشد زبان انجام می‌دهد، به ماهی در آکواریوم اشاره می‌کند.

مداخلات آموزشی اغلب مورد استفاده شامل تحلیل رفتار کاربردی (ABA)، مدل‌های رشدی، آموزش ساختاریافته، گفتار درمانی و زبان درمانی و مهارت‌های اجتماعی است. در میان این رویکردها، مداخلات یا ویژگی‌های اوتیسم را به‌طور جامع درمان می‌کنند، یا درمان و مداخله را در یک ناحیه خاص از کمبود متمرکز می‌کنند. کیفیت تحقیق برای مداخلات رفتاری فشرده زودهنگام (Early Intensive Behavioral Intervention (EIBI)) - یک روش درمانی شامل بیش از ۳۰ ساعت در هفته از نوع ساختار یافته ABA که با کودکان بسیار خردسال انجام می‌شود - در حال حاضر پایین است و طرح‌های تحقیقاتی قوی تر با حجم نمونه بزرگتر، مورد نیاز است. دو چارچوب نظری مشخص شده برای مداخله در اوایل دوران کودکی شامل مداخلات ABA ساختاریافته و طبیعی و مدل‌های عمل‌گرایانه اجتماعی رشدی ((DSP) Developmental Social Pragmatic Models) است. یک استراتژی مداخله ای از یک مدل آموزشی والدین استفاده می‌کند که به والدین می‌آموزد که چگونه تکنیک‌های مختلف ABA و DSP را اجرا کنند و به والدین این امکان را می‌دهد که خودشان مداخلات را انجام کنند. برنامه‌های مختلف DSP برای ارائه صریح ساختارهای مداخله از طریق پیاده‌سازی توسط والدین در خانه توسعه یافته‌اند. علی‌رغم توسعه اخیر مدل‌های آموزشی والدین، این مداخلات در مطالعات متعدد اثربخشی خود را نشان داده‌اند و به‌عنوان یک روش درمانی مؤثر احتمالی ارزیابی شده‌اند. درمان فشرده اولیه ABA اثربخشی را در تقویت ارتباط و عملکرد انطباقی در کودکان پیش دبستانی نشان داده است. همچنین برای بهبود عملکرد فکری آن گروه سنی به خوبی تثبیت شده است.
به‌طور مشابه، مداخله ای که توسط معلم اجرا می‌شود از شکل طبیعی تر ABA همراه با رویکرد عملگرایانه اجتماعی رشدی استفاده می‌کند، در بهبود مهارت‌های ارتباط اجتماعی در کودکان خردسال مفید است، اگرچه شواهد کمتری در درمان علائم کلی و جهانی آن وجود دارد. گزارش‌های عصب‌روان‌شناختی اغلب به‌طور ضعیفی به مربیان اطلاع‌رسانی می‌شوند و در نتیجه بین آنچه که یک گزارش توصیه می‌کند و آموزش ارائه شده فاصله ایجاد می‌شود. مناسب بودن گنجاندن کودکان با شدت‌های متفاوت از اختلالات طیف اوتیسم در جمعیت آموزش عمومی موضوعی است که در حال حاضر در میان مربیان و محققان مورد بحث است.

#### انتقادات به روش ABA (تحلیل رفتار کاربردی) و سایر روش‌های رفتارگرا
روش ABA و سایر روشهای رفتارگرا هم به دلیل پیشینه، هم به دلیل هدف‌گیری رفتارهای تکراری غیر مضر، هم به دلیل نبود شواهد کافی اثر بخشی و هم به دلیل تبعات منفی مورد انتقادات برخی از پژوهشگران و روانشناسان قرار دارد. در مورد پیشینه به این اشاره می‌شود که در گذشته که بر افراد همجنسگرا برچسب کجروی جنسی زده و همجنسگرایی اختلال دانسته می‌شد، از روش‌های رفتارگرا برای به اصطلاح درمان همجنسگرایی استفاده می‌کردند؛ بنابراین باید قبل از پرداختن به اثربخشی روش‌های رفتارگرا توجه کرد که اساساً رفتاری که از طریق این روش بناست تغییر کند، تا چه حد به دلیل کلیشه‌ها و انتظارات اجتماعی نامطلوب دانسته شده و تا چه حد نامطلوب بودن آن مرتبط با عوامل اجتماعی نیست و اهمیت روابط قدرت در تعیین مفاهیمی مانند چالش‌برانگیز و مطلوب/نامطلوب را در نظر داشت. از سوی دیگر برخی شواهد نشان می‌دهند که تفاوت عملکردی و نشانگانی مؤثری در رفتارهای موسوم به چالش‌برانگیز که حاصل استفاده از روش تقویت رفتاری مثبت (که از رایج‌ترین انواع ABA است) باشد، وجود ندارد. همچنین برخی پژوهش‌ها حاکی از آن هستند که روش ABA و روش‌های رفتارگرا می‌توانند خطراتی نظیر PTSD, افسردگی و احساس عدم اعتبار اجتماعی به همراه داشته باشند و شرطی سازی و پاداش و تنبیه در سن پایین برای پنهان کردن رفتارهای اوتستیک به خودپنداره و اعتماد به نفس فرد صدمه می‌زند. انتقادی دیگر نیز به این اشاره دارد که رفتارهای تکراری که در روش‌های رفتارگرا برای حذف آن‌ها تلاش می‌شود، در واقع کارکردهای مثبتی برقراری ارتباط و همچنین تخلیه و تنظیم حسی دارند.

### مداخلات دارویی
داروها ممکن است هنگامی که مداخلات رفتاری درمانی برای ادغام کودک در خانه یا مدرسه شکست بخورند برای درمان علائمی که منجر به این شکست می‌شوند استفاده شوند. آنها همچنین ممکن است برای مشکلات سلامت مرتبط، مانند ADHD یا اضطراب استفاده شوند. برای بیش از نیمی از کودکان ایالات متحده که مبتلا به ASD تشخیص داده شده‌اند، داروهای سایکو اکتیو یا داروهای ضد تشنج تجویز می‌شود، که رایج‌ترین کلاس‌های دارویی آن‌ها داروهای ضد افسردگی، محرک‌ها و داروهای ضد روان پریشی است. داروهای آنتی‌سایکوتیک آتیپیک ریسپریدون و آریپیپرازول برای درمان رفتارهای پرخاشگرانه و خودآزاری مرتبط مورد تأیید FDA هستند. با این حال، عوارض جانبی آنها باید با مزایای بالقوه آنها سنجیده شود و افراد اوتیستیک ممکن است به‌طور غیر معمول پاسخ دهند. عوارض جانبی ممکن است شامل افزایش وزن، خستگی، جاری شدن آب دهان (drooling) و پرخاشگری باشد. برخی از داده‌های نوظهور وجود دارد که اثرات مثبت ریسپریدون را بر رفتارهای محدود و تکراری نشان می‌دهد، اما به دلیل حجم نمونه کوچک این مطالعات و نگرانی در مورد جنبه آن. اثرات آنتی‌سایکوتیک‌ها به عنوان درمان اولیه این رفتارها توصیه نمی‌شود. نشان داده شده است که داروهای ضد افسردگی SSRI، مانند فلوکستین و فلووکسامین، در کاهش رفتارهای تکراری و تشریفاتی/آیینی (ritualistic behaviors) مؤثر هستند، در حالی که داروی محرک متیل فنیدات برای برخی از کودکان مبتلا به بی‌توجهی یا بیش فعالی همراه با اوتیسم مفید است. تحقیقات قابل اعتماد کمی در مورد اثربخشی یا ایمنی درمان‌های دارویی برای نوجوانان و بزرگسالان مبتلا به ASD وجود دارد. هیچ دارویی شناخته شده نمی‌تواند علائم اصلی اوتیسم را در زمینه‌های اجتماعی و ارتباطی تسکین دهد.

### پزشکی جایگزین
بسیاری از درمان‌های جایگزین تحقیق شده نیز اجرا شده‌اند. بسیاری از آنها منجر به آسیب به افراد اوتیستیک شده‌اند و نباید آنها را به کار گرفت مگر اینکه ایمن بودن آنها ثابت شود. با این حال، یک بررسی سیستماتیک در سال ۲۰۲۰ میلادی بر روی بزرگسالان مبتلا به اوتیسم شواهد نوظهوری برای کاهش استرس، اضطراب، افکار وسواسی و تکراری، خشم و پرخاشگری از طریق مداخلات مبتنی بر ذهن آگاهی برای بهبود سلامت روان ارائه کرده است.
شواهد خوبی برای توصیه یک رژیم غذایی بدون گلوتن و کازئین به عنوان یک درمان استاندارد وجود ندارد اگرچه تا تاریخ ۲۰۱۸ میلادی به عنوان یک درمان جایگزین برای افراد اوتیسم استفاده می‌شود. یک بررسی در سال ۲۰۱۸ میلادی به این نتیجه رسید که ممکن است یک گزینه درمانی برای گروه‌های خاصی از کودکان مبتلا به اوتیسم باشد، مانند آن‌هایی که مبتلا به عدم تحمل غذایی یا آلرژی‌های شناخته شده یا دارای نشانگرهای عدم تحمل غذایی هستند. نویسندگان کارآزمایی‌های آینده‌نگر انجام‌شده تا به امروز را تجزیه و تحلیل کردند که اثربخشی رژیم غذایی بدون گلوتن و کازئین را در کودکان مبتلا به ASD (در مجموع ۴) مورد مطالعه قرار دادند. همه آنها رژیم غذایی بدون گلوتن و کازئین را در مقابل رژیم غذایی معمولی با یک گروه کنترل مقایسه کردند (۱ کارآزمایی تصادفی شده دوسوکور کنترل شده، ۱ کارآزمایی متقاطع دوسوکور، ۱ کارآزمایی یک سو کور). در دو مورد از مطالعات، که مدت زمان آنها ۱۲ و ۲۴ ماه بود، بهبود قابل توجهی در علائم ASD (نرخ اثربخشی ۵۰٪) شناسایی شد. در دو مطالعه دیگر که مدت آن ۳ ماه بود، اثر معنی داری مشاهده نشد. نویسندگان به این نتیجه رسیدند که برای دستیابی به بهبود علائم ASD ممکن است رژیم طولانی‌تر غذایی لازم باشد. سایر مشکلات ثبت شده در کارآزمایی‌های انجام‌شده عبارتند از تخطی از رژیم غذایی، حجم نمونه کوچک، ناهمگونی شرکت‌کنندگان و احتمال اثر دارونما. در زیرمجموعه افرادی که حساسیت به گلوتن دارند، شواهد محدودی وجود دارد که نشان می دهد رژیم غذایی بدون گلوتن ممکن است برخی از رفتارهای اوتیستیک را بهبود بخشد.
ترجیحی که کودکان اوتیستیک به غذاهای غیر متعارف دارند می‌تواند منجر به کاهش ضخامت قشر استخوان شود و این خطر در افرادی که از رژیم‌های غذایی بدون کازئین استفاده می‌کنند در نتیجه دریافت کم کلسیم و ویتامین D بیشتر است، . با این حال، رشد استخوانی نابهینه در ASD نیز با عدم ورزش و اختلالات گوارشی مرتبط است. در سال ۲۰۰۵ میلادی، درمان نادرست کاهنده بار فلزات سنگین باعث مرگ یک کودک پنج ساله مبتلا به اوتیسم شد. Chelation برای افراد اوتیستیک توصیه نمی‌شود زیرا خطرات مرتبط با آن بسیار بیشتر از مزایای احتمالی آن است. یکی دیگر از روش‌های پزشکی جایگزین بدون شواهد، درمان CEASE، ترکیبی از هومیوپاتی، مکمل‌ها و «سم‌زدایی واکسن» است.
نتایج یک بررسی ساختارمند در مورد مداخلات برای پرداختن به پیامدهای سلامت در میان بزرگسالان اوتیستیک شواهد نوظهوری را برای حمایت از مداخلات مبتنی بر ذهن آگاهی برای بهبود سلامت روان نشان داد. این شامل کاهش استرس، اضطراب، افکار وسواسی و تکراری، خشم و پرخاشگری است. شواهد تجربی وجود دارد که موسیقی درمانی ممکن است تعاملات اجتماعی، ارتباط کلامی و مهارت‌های ارتباط غیرکلامی را بهبود بخشد. تحقیقات اولیه‌ای در مورد درمان هایپرباریک در کودکان مبتلا به اوتیسم انجام شده است. مطالعات انجام شده بر روی پت و حیوان تراپی اثرات مثبتی را نشان داده است.
برای آنکه بهترین خدمات را به یک کودک مبتلا به اوتیسم ارائه دهیم، باید به موارد زیر توجه نماییم:
1. کودک ما حتماً باید توسط یک فوق تخصص روان‌پزشکی اطفال و یک متخصص مغز و اعصاب اطفال ویزیت شود.
2. به‌طور فشرده و ترجیحاً هر روز تحت خدمات گفتاردرمانی و کاردرمانی قرار گیرد.
3. لازم است والدین و مربی کودک روش‌های مناسب تقویت مهارت‌های ارتباطی کودک را از طریق مطالعه کتاب‌های مرتبط یا به وسیلهٔ جلسات مشاوره‌ای که کاردرمانی کودک برگزار می‌کند، فرا بگیرند.
4. ارزیابی وضعیت حسی - حرکتی کودک به وسیله کارشناسان کاردرمانی صورت پذیرد و در صورت لزوم جلسات کاردرمانی ذهنی کودک به‌طور منسجم برگزار گردد.
5. موسیقی درمانی، راهکاری برای ارتباط با کودکان اوتیسم است. نقاشی و قصه گویی نیز یکی از روش‌های مؤثر تربیت کودکان اوتیسم است و پدران و مادران باید در یک‌گوشه اتاق نشسته و کتاب‌های قصه متناسب با سن کودک را با صدای بلند و دلنشین برای علاقه‌مندی آنان بخوانند.[۲۸۰]

### عوامل خطر و پیشگیری
تاریخچه وجود اوتیسم در در خانواده، شرایط مشخص ژنتیکی، داشتن پدر و مادر با سن بیشتر، داروهای مشخص تجویز شده، مشکلات در رشد و تکامل پیش از تولد و دوران نوزادی از قبیل مشکلات نوروآناتومی و عوامل محیطی می‌تواند سبب بروز اوتیسم در فرد شود.

#### نداشتن اضافه وزن و دیابت
نتیجهٔ یک مطالعه نشان می‌دهد زنان دارای اضافه وزن زیاد و مبتلا به دیابت، در صورتی که باردار شوند، بیش از مادران سالم با احتمال تولد نوزاد اوتیستیک روبه‌رو خواهند بود.

#### واکسیناسیون علیه سرخجه
عفونت سرخجه در دوران بارداری باعث کمتر از ۱٪ موارد اوتیسم می‌شود و رابطه چندانی با آن ندارد ولی واکسیناسیون علیه سرخجه می‌تواند از بسیاری از این موارد جلوگیری کند.

## شیوع

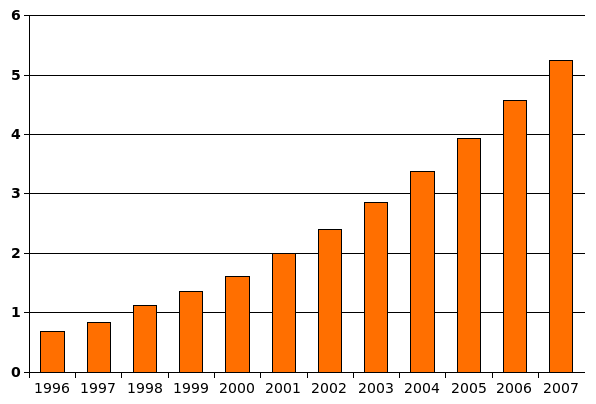
گزارش موارد اوتیسم به ازای هر ۱۰۰۰ کودک از سال ۱۹۹۶ میلادی تا ۲۰۰۷ میلادی به‌طور قابل توجهی در ایالات متحده افزایش یافت. مشخص نیست که این میزان رشد گزارش‌ها ناشی از تغییرات در میزان نرخ واقعی شیوع اوتیسم چقدر بوده است.

طبق گزارش سازمان جهانی بهداشت در ۳۰ مارس ۲۰۲۲، از هر ۱۰۰ کودک، نزدیک به ۱ کودک مبتلا به اوتیسم است. تعداد افراد مبتلا به این بیماری از دهه ۱۹۹۰ میلادی به‌طور قابل توجهی افزایش یافته است، که ممکن است تا حدی به دلیل افزایش شناخت بیشتر از این اختلال باشد. بر اساس همین گزارش اما این آمار به‌طور میانگین است و در هر مطالعه ای متفاوت است به گونه ای که در مطالعات با جامعه آماری بهتر کنترل شده، میزان شیوع اوتیسم به‌طور قابل ملاحظه ای از این آمار بیشتر است. بر اساس همین گزارش نیز میزان شیوع در بسیاری از کشورهای در حال توسعه و کم توسعه مشخص نیست. در حالی که نرخ اختلال طیف اوتیسم در بین فرهنگ‌ها ثابت است، اما بر اساس جنسیت بسیار متفاوت است، به‌طوری که پسران بسیار بیشتر از دختران اوتیستیک تشخیص داده می‌شوند (در سن هشت سالگی از هر ۷۰ پسر ۱ نفر اوتیستیک و در دختران ۱ نفر از هر ۳۱۵ دختر اوتیستیک تشخیص داده شده‌اند). با این حال، احتمال ابتلای دختران به اختلالات شناختی که ممکن است همراه با اوتیسم رخ داده باشد بیشتر است در نتیجه اشکال کمتر شایع و شدید اختلال طیف اوتیسم احتمالاً در دختران و زنان نادیده گرفته می‌شود. تفاوت‌های میزان شیوع ممکن است نتیجه تفاوت‌های جنسیتی در بیان علائم بالینی نیز باشد، به‌طوری که زنان و دختران مبتلا به اوتیسم رفتارهای غیر معمول کمتری از خود نشان می‌دهند و بنابراین احتمال کمتری برای دریافت تشخیص به اختلال طیف اوتیسم دارند.
پژوهشی جدید نشان می‌دهد که پرسشنامه‌های تشخیصی نیز دچار سوگیری جنسی و جنسیتی هستند و به نشانگانی که در پسران شایعتر است حساسیت بیشتری دارند. در صورت اصلاح این ابزارها شکاف بین نرخ اوتیسم در دختران و پسران تا حد زیادی کاهش می‌یابد.
تعداد افراد مبتلا به این بیماری از دهه ۱۹۹۰ میلادی به‌طور قابل توجهی افزایش یافته است. ممکن است تا حد زیادی دلیل افزایش آن شناخت و آگاهی بیشتر از این اختلال باشد. کارشناسان زندگی ماشینی و عوامل ناشی از آن مانند استرس را در سیر صعودی ابتلا به این اختلال/شرایط دخیل می‌دانند.
در بریتانیا، از سال ۱۹۹۸ میلادی تا ۲۰۱۸، تشخیص اوتیسم ۷۸۷٪ افزایش یافت. این افزایش عمدتاً به تغییرات در شیوه‌های تشخیصی، الگوهای ارجاع، در دسترس بودن خدمات، سن تشخیص و آگاهی عمومی (به ویژه در میان زنان) نسبت داده می‌شود، اگرچه عوامل خطر محیطی ناشناخته را نمی‌توان رد کرد. شواهد موجود احتمال افزایش شیوع واقعی اوتیسم را رد نمی‌کند. افزایش واقعی نشان می‌دهد که به جای تداوم تمرکز بر ژنتیک، بهتر است توجه و بودجه بیشتر به سمت عوامل روانی اجتماعی و تغییر عوامل محیطی هدایت شود. ثابت شده است که واکسیناسیون یک عامل خطر برای اوتیسم نیست و در صورت وجود هرگونه تغییر در میزان اوتیسم، واکسیناسیون در آن نقشی ندارد.
احتمال تشخیص ASD در مردان بیشتر از زنان است. نسبت جنسی به‌طور متوسط ۴٫۳:۱ است و به دلیل اختلالات شناختی تا حد زیادی اصلاح می‌شود: ممکن است با ناتوانی ذهنی نزدیک به ۲:۱ و بدون آن بیش از ۵٫۵:۱ باشد. چندین نظریه در مورد شیوع بیشتر در مردان بررسی شده است، اما علت تفاوت تأیید نشده است. یک نظریه این است که زنان توسط متخصصان کمتر تشخیص داده می‌شوند.
خطر ابتلا به اوتیسم در پدران مسن بیشتر از مادران مسن تر است. دو توضیح بالقوه برای این موضوع وجود دارد: افزایش شناخته شده بار جهش در اسپرم‌های مسن تر، و این فرضیه که مردان در صورت داشتن مسئولیت ژنتیکی و نشان دادن برخی علائم اوتیسم دیرتر ازدواج می‌کنند. اکثر متخصصان بر این باورند که نژاد، قومیت و پیشینه اجتماعی-اقتصادی تأثیری بر بروز اوتیسم ندارد.

### ایالات متحده
در ایالات متحده تخمین زده می‌شود که اوتیسم تا سال ۲۰۱۶ میلادی بیش از ۲٪ از کودکان (حدود ۱٫۵ میلیون نفر) را تحت تأثیر قرار دهد. طبق آخرین گزارش‌های شیوع CDC یک نفر از ۴۴ کودک (۲٫۳٪) در ایالات متحده دارای تشخیص ASD در سال ۲۰۱۸ بوده‌اند.
گزارش جدید مرکز کنترل و پیشگیری از بیماری (CDC) نشان می‌دهد که میزان و جمعیت‌شناسی کودکان مبتلا به اختلال طیف اوتیسم (ASD) در ایالات متحده در حال تغییر است. در آخرین گزارش، از هر ۳۶ کودک ۸ ساله، یک نفر (۲٫۸٪) مبتلا به ASD شناسایی شده است. این رقم بالاتر از تخمین قبلی منتشر شده در دسامبر ۲۰۲۱ است که شیوع یک نفر از ۴۴ کودک (۲٫۳٪) را نشان می‌داد، و به‌طور قابل توجهی بالاتر از اولین گزارش شیوع اوتیسم CDC است که در سال ۲۰۰۷ منتشر شد و به شیوع یک نفر در ۱۵۰ کودک (۰٫۷٪) اشاره کرد. در کالیفرنیا از هر ۲۲ کودک، یک نفر (۴٫۵٪) مبتلا به اوتیسم تشخیص داده می‌شوند.

## تاریخ اوتیسم

گرونیا سوخاروا

### واژه‌شناسی
کلمه لاتین جدید autismus (ترجمه انگلیسی: autism) توسط روان‌پزشک سوئیسی یوگن بلولر در سال ۱۹۱۰ میلادی برای اولین بار در تعریف علائم اسکیزوفرنی ابداع شد. او این کلمه را از کلمه یونانی αὐτός گرفته است که رومی شده به صورت: autós «خود» و آن را به معنای خود تحسینی بیمارگونه (در افراد مبتلا به اسکیزوفرنی) به کار می‌برد که به «کناره‌گیری اوتیسمی بیمار به خیالاتش که در برابر آن هرگونه تأثیر از بیرون به اختلالی غیرقابل تحمل تبدیل می‌شود» اشاره داشت. یک روان‌پزشک کودک از شوروی، به نام گرونیا سوخاروا، سندرم مشابه اوتیسم را در سال ۱۹۲۵ میلادی به زبان روسی و در سال ۱۹۲۶ میلادی به آلمانی توصیف کرد. در تاریخ‌نویسی اوتیسم گرونیا سوخاروا روان‌پزشک زن اهل شوروی را اولین شخص توصیف کننده اوتیسم می‌دانند. او در گذشته اما به اندازه لیو کَنـِر و هانس آسپرگر مورد توجه قرار نگرفت.

### توسعه بالینی-علمی و تشخیص

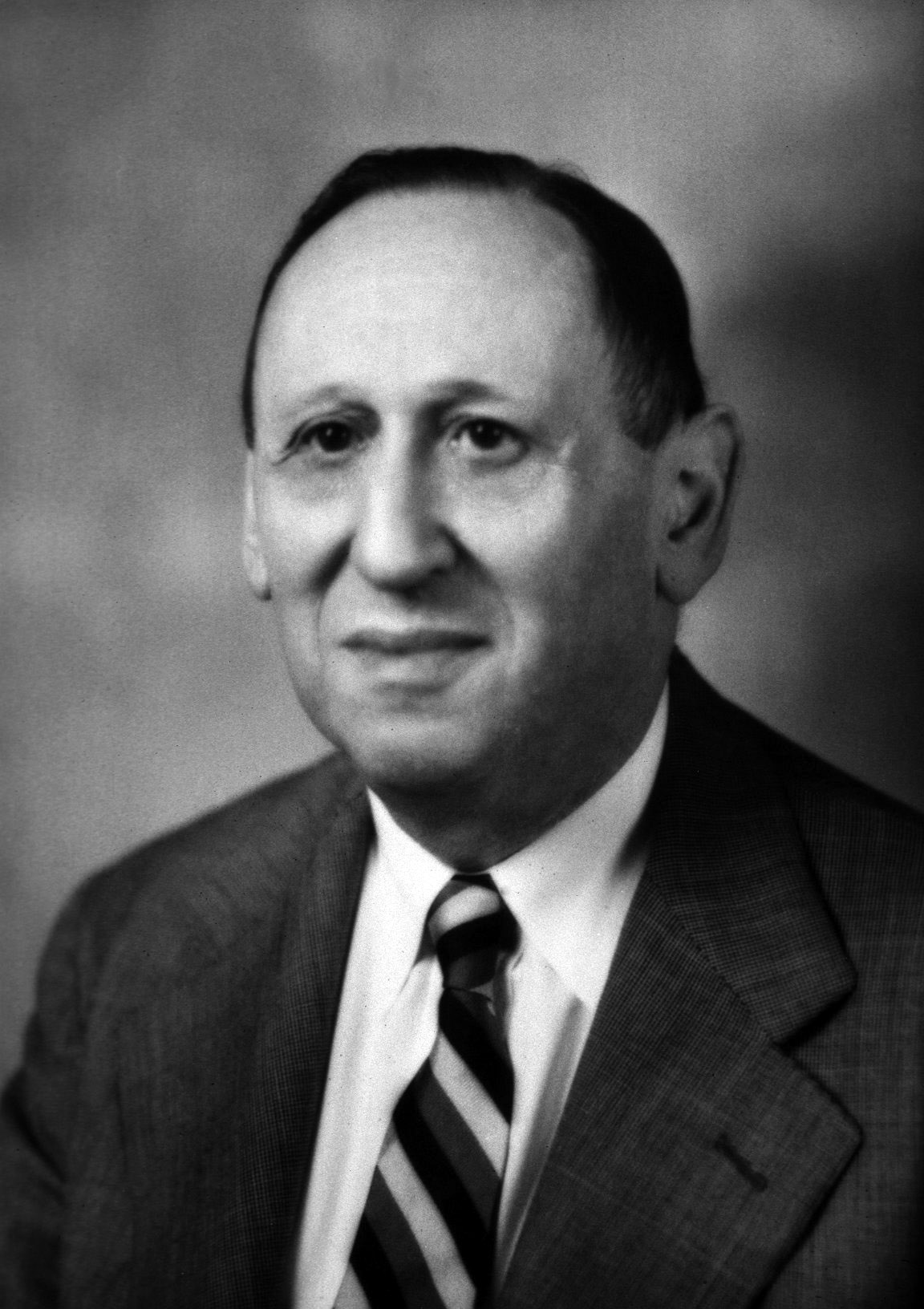
لیو کَنـِر در سال ۱۹۴۳ میلادی اصطلاح «اوتیسم زودهنگام نوزادی» را معرفی کرد.

ریشه‌های اوتیسم همان‌طور که امروزه شناخته می‌شود را می‌توان در اواخر دهه ۱۹۳۰ یافت، زمانی که دو روان‌پزشک به‌طور جداگانه - هانس آسپرگر از بیمارستان دانشگاه وین و لیو کَنـِر از بیمارستان جانز هاپکینز - از کلمه اوتیسم برای توصیف بیمارانی استفاده کردند که خودشان در حال مطالعه در تحقیقات بالینی خود بودند. کلمه اوتیسم برای اولین بار در زبان آلمانی معنای مدرن خود را پیدا کرد، زمانی که آسپرگر اصطلاحات روان‌پریشی اوتیستیک بلویلر را در یک سخنرانی در سال ۱۹۳۸ میلادی به زبان آلمانی دربارهٔ روان‌شناسی کودک بکار برد. آسپرگر در حال بررسی و مطالعه نوعی از ASD بود که بعداً به عنوان نشانگان آسپرگر شناخته شد، اگرچه تا سال ۱۹۸۱ به‌طور گسترده به عنوان یک تشخیص جداگانه شناخته نشد. در زبان انگلیسی، کَنـِر برای اولین بار در گزارشی در سال ۱۹۴۳ میلادی از اصطلاح «اوتیسم زودهنگام نوزادی» به معنای مدرن آن در مقاله ای از ۱۱ کودک با شباهت‌های رفتاری قابل توجه استفاده کرد. تقریباً تمام ویژگی‌هایی که در اولین مقاله کَنـِر در مورد این موضوع توضیح داده شده است، به ویژه «تنهایی اوتیسم» و «اصرار بر یکسانی» هنوز به عنوان نمونه ای از علایم طیف اختلالات اوتیسم در نظر گرفته می‌شود. مشخص نیست که آیا کَنـِر این اصطلاح را مستقل از آسپرگر الهام گرفته است یا خیر.
استفاده مجدد کَنـِر از واژه اوتیسم منجر به چندین دهه استفاده از اصطلاحات سردرگم و گیج کننده مانند اسکیزوفرنی دوران نوزادی شد، و تمرکز دانش روان‌پزشکی کودک در آن زمان بر روی محرومیت از مادر در ایجاد اختلالات، منجر به برداشت‌های نادرستی از اوتیسم به عنوان پاسخ نوزاد به «مادرهای یخچالی Refrigerator mother theory» شد (منظور از مادر یا پدر یخچالی این تئوری رد و منسوخ شده است که دلیل مبتلا شدن به اوتیسم نبود نمادی «گرما» یا همان محبت پدری و مادری در هنگام رشد کودک است). از اواخر دهه ۱۹۶۰ میلادی، اوتیسم به عنوان یک سندرم جداگانه شناخته شد. با این حال، کَنـِر اولین کسی بود که ASD را به عنوان یک اختلال عصبی رشدی در سال ۱۹۴۳ میلادی با نامیدن آن به اوتیسم زودهنگام نوزادی توصیف کرد و بنابراین نظریه مادر یخچالی (Refrigerator mother theory) را رد کرد.
بحث در مورد تاریخ علمی اوتیسم تا قبل از قرن بیستم مناقشه و بحث‌های زیادی را به همراه دارد. به دلیل اینکه محققان نتوانستند در مورد اشکال مختلف در مورد این بیماری به توافق برسند، تحقیقات زیادی در مورد این اختلال انجام نشد. بحث دربارهٔ این سندرم و پیچیدگی آن محققان را ناامید کرد. مناقشاتی پیرامون ادعاهای مختلف در مورد علت‌شناسی ASD وجود داشت. در دهه ۱۹۵۰ میلادی، نظریه مادر یخچال به عنوان توضیحی برای اوتیسم مطرح شد. این فرضیه بر این ایده استوار بود که رفتارهای اوتیسم از سردی عاطفی، فقدان گرما، و رفتار سرد، دور و طردکننده مادر کودک ناشی می‌شود. والدین کودکان مبتلا به ASD سرزنش، احساس گناه و شک به خود را تجربه کردند، به خصوص که این نظریه توسط نهادهای پزشکی پذیرفته شد و تا اواسط دهه ۱۹۶۰ میلادی تا حد زیادی بدون چالش پیش رفت. نظریه «مادر یخچال» از آن زمان تا به حال در ادبیات علمی چندین بار رد شده است، به عنوان نمونه یک بررسی سیستماتیک در سال ۲۰۱۵ میلادی هیچ ارتباطی بین تعامل مراقب و پیامدهای زبانی در ASD نشان نداد. ادعای بحث‌برانگیز دیگری نشان می‌داد که تماشای زیاد تلویزیون ممکن است باعث اوتیسم شود. این فرضیه عمدتاً مبتنی بر تحقیقاتی بود که نشان می‌داد افزایش نرخ اوتیسم در دهه‌های ۱۹۷۰ میلادی و ۱۹۸۰ میلادی با رشد تلویزیون کابلی در این زمان مرتبط است.

### اصطلاحات پزشکی-علمی و تمایز از اسکیزوفرنی
در اواسط دهه ۱۹۷۰ میلادی شواهد کمی دال بر نقش ژنتیکی در اوتیسم وجود داشت، اما در سال ۲۰۰۷ به عنوان یکی از ارثی‌ترین شرایط روان‌پزشکی شناخته شد. اگرچه ظهور سازمان‌های والدین و مبارزه با انگ اجتماعی اختلال به ASD در دوران کودکی بر نحوه نگرش بر اختلال طیف اوتیسم تأثیر گذاشته است، والدین همچنان در موقعیت‌هایی که رفتار اوتیسمی فرزندشان منفی تلقی می‌شود، احساس انگ اجتماعی می‌کنند و بسیاری از پزشکان مراقبت‌های اولیه و متخصصان پزشکی باورهای منطبق با پژوهش‌های قدیمی و منسوخ شده اوتیسم را بیان می‌کنند.
تا سال ۱۹۸۰ میلادی طول کشید تا DSM-III اوتیسم را از اسکیزوفرنی دوران کودکی متمایز کند. در سال ۱۹۸۷ میلادی، DSM-III-R چک لیستی برای تشخیص اوتیسم ارائه کرد. در ماه مه ۲۰۱۳ میلادی، DSM-5 منتشر شد که طبقه‌بندی اختلالات رشد فراگیر را به روز کرد. گروه‌بندی اختلالات شامل PDD-NOS، اوتیسم، سندرم آسپرگر، سندرم رت و CDD حذف شده و با اصطلاح عمومی و کلی اختلالات طیف اوتیسم جایگزین شده است. دو دسته‌ای که وجود دارند عبارتند از: اختلال در ارتباطات اجتماعی و/یا تعامل و رفتارهای محدود و/یا تکراری.
اینترنت به افراد اوتیستیک کمک کرده تا از نشانه‌های غیرکلامی و اشتراک‌گذاری عاطفی که برخورد با آن‌ها دشوار است عبور کنند و راهی برای تشکیل جوامع آنلاین و کار از راه دور به آنها داده است. جنبه‌های اجتماعی و فرهنگی اوتیسم توسعه یافته است: برخی در جامعه به دنبال درمان هستند، در حالی که برخی دیگر معتقدند که اوتیسم به سادگی روش دیگری برای وجود داشتن و زندگی کردن است.

## رشد اجتماعی
نقص در رشد اجتماعی، اوتیسم و اختلالات طیف اوتیسم (ASD) را از سایر اختلالات رشدی متمایز می‌کند. بیماران اوتیستیک آسیب‌های اجتماعی دارند، به‌طوری‌که نمی‌توانند احساسات سایرین را به درستی درک کنند.
رشد اجتماعی غیرمعمول، از ابتدای دوران کودکی قابل مشاهده است، به‌طوری‌که نوزادان اوتیستیک توجه کمتری به تحریکات اطرافیان نشان می‌دهند. لبخند و نگاه کردن به اطرافیان کمتر از همتایان است و کمتر به اسم خودشان پاسخ می‌دهند. نوپایان اوتیسمی، به میزان شدیدتری با نُرم اجتماعی متفاوتند، برای مثال، ارتباط چشمی و نوبت‌گیری کمتری دارند و بیشتر دیده می‌شود که دیگران با لمس یا «منیپولیشن به انگلیسی:Manipulation» دست با آن‌ها ارتباط برقرار می‌کنند.
کودکان اوتیستیک، ۳ تا ۵ ساله درک اجتماعی کمتری نشان می‌دهند. به‌طور خود به خودی به افراد گرایش ندارند، احساساتی نمی‌شوند و به احساسات واکنش نشان نمی‌دهند. ارتباط کلامی و نوبت‌گیری نیز ندارند، ولی نسبت به مراقبان اولیه‌شان وابستگی نشان می‌دهند.
این کودکان، به‌طور معمول کمتر از معمول وابستگی امنیتی دارند. این ویژگی در کودکان با رشد ذهنی بیشتر یا شدت کمتر ASD دیده می‌شود. کودکان بزرگ‌تر و بزرگ‌سالانASD در آزمون‌های بازشناسی چهره و احساسات، امتیاز کمتری کسب می‌کنند. برخلاف اعتقادات معمول، کودکان اوتیستیک تنهایی را ترجیح 'نمی‌دهند'، بلکه ایجاد و حفظ دوستی‌ها غالباً برای آن‌ها مشکل است، برای آن‌ها کیفیت دوستی‌هاو نه تعداد دوستان پیش‌بینی‌کننده آن است که چه میزان احساس تنهایی می‌کنند. دوستی‌های عملکردی (دوستی‌های اجباری) مثل دوستی‌هایی که در هنگام دعوت شدن به میهمانی ایجاد می‌شوند، کیفیت زندگی آن‌ها را بیشتر تحت تأثیر قرار می‌دهد. بسیاری گزارش‌های فردی (غیر تحقیقاتی) در رابطه با وجود خشونت و پرخاش در افراد ASD وجود دارد. اطلاعات محدودی پیشنهاد می‌کند که در کودکان اوتیسم، وجود عقب ماندگی با خشم، کج‌خلقی و ویران کردن وسایل مرتبط است.
طبق یک مطالعه در سال ۲۰۰۷ که در آن با والدین ۶۷ کودک اوتیسمی (ASD) مصاحبه شده بود، گزارش شد که ۶۰ درصد کودکان، یک دورهٔ زمانی از کج‌خلقی شدید داشته‌اند و مابقی آن‌ها تاریخچه‌ای از خشونت، همراه با کج‌خلقی نشان داده‌اند. خشونت همراه با کج‌خلقی بیشتر در کودکانی با تاریخچه آسیب زبانی شایع است.
طبق مطالعه‌ای در سوئد (۲۰۰۸) بیماران ۱۵ ساله یا بزرگ‌تر با تشخیص ASD که مرتکب خشونت شده بودند، به‌طور معنی داری سایر شرایط اختلالات روانشناختی مانند سایکوز را نشان داده‌اند.

## ارتباط با محیط بیرون
در حدود یک سوم افراد اوتیسمی مهارت‌های گفتاری طبیعی کافی برای مقابله با نیازهای ارتباطی روزمره‌شان را کسب نمی‌کنند. تفاوت در نحوه برقراری ارتباط از نخستین سال زندگی مشاهده می‌شود و ممکن است شامل: تأخیر در آغاز babbling (ونگ‌ونگ)، اشارات و حالات غیر معمول، کاهش حساسیت و واکنش محیطی مناسب و طرح‌های صوتی که هماهنگی با محیط ندارد، شوند.
در طی ۲و ۳ سالگی، کودکان اوتیسمی کمتر از سایر همسالان صداسازی به صورت منفرد و تکراری، همخوان، کلمه و مجموعه کلمات دارند. حالات بدنی آن‌ها با کلمات هماهنگ و ترکیب نمی‌شوند، کودکان اوتیستیک کمتر درخواست‌هایشان را مطرح می‌کنند یا در تجاربشان با دیگران شریک می‌شوند و بیشتر به نظر می‌رسد که کلمات سایرین را تکرار می‌کنند(echolalia)، یا ضمایر را معکوس بیان می‌کنند، جلب توجه کودک، برای شرکت در گفتار بین فردی لازم است. نقص توجه نیز کودکان ASD را متمایز می‌کند، برای مثال این کودکان ممکن است به دستی که طرح را می‌کشد، بیشتر توجه نشان دهند تا طرحی که کشیده می‌شود. همچنین برای این کودکان توجه به یک شی و سپس استفاده از آن یا صحبت راجع به آن شی مشکل است. همچنین کودکان اوتیسمی در بازی انتزاعی تخیلی و استفاده از نمادها در زبان مشکل دارند.
به اعتقاد کارشناسان، خانواده‌ها اولین الگوی رفتار فرزندان هستند و نباید نقش خود را در تربیت فرزندانشان فراموش کنند، یا کودک را به مدرسه و معلم واگذار کنند. مهم‌ترین نقش والدین در تربیت فرزندان، ایجاد محیط آرام همراه با راهنمایی است که در مورد کودکان اوتیسم اهمیت و ضرورت پیدا می‌کند.
در دو مطالعه که در آن‌ها کودکان اوتیستیک با عملکرد بالا در سن ۸ تا ۱۵ سال و بزرگسالان شرکت داشتند، در تمرین‌های پایه‌ای زبان که لغت و هجی کردن را در بر می‌گیرد، کودکان نتایج یکسان و بزرگسالان نتایج بهتری نسبت به گروه کنترل کسب کرده‌اند. هر دو گروه اوتیستیک در تمرین‌های مهارتی پیچیده مثل زبان کنایه‌ای، درکی و استنتاجی عملکرد نامناسب تری نسبت به گروه کنترل داشته‌اند. این مطالعات نشان می‌دهند که افرادی که با کودکان اوتیستیک صحبت می‌کنند، معمولاً درک آن‌ها را بیش از میزان واقعی آن تخمین می‌زنند.

## رابطه اوتیسم و نظریه ذهن
این دیدگاه که در اوتیسمْ نظریهٔ ذهن به‌طور طبیعی تکامل نمی‌یابد، اخیراً به چالش کشیده شده. با این حال، سیمون بارون کوهن در سال ۱۹۸۵ در رابطه با نظریهٔ ذهنْ آزمایشی انجام داد که اکنون به چالش کشیده شده. او در مقابلِ کودکانی که در این مطالعه شرکت داشتند دو عروسک به نام‌های «سالی» و «آن» را به نمایش درمی‌آورْد؛ عروسک‌هایی که توسط عروسک‌گردانْ حرکت می‌کردند. در مقابلِ آن دو عروسکْ یک جعبهٔ دربسته و یک سبد که رویش پارچه کشیده شده بود قرار داشت. عروسکی که نامش «سالی» بود می‌آمد و یک توپْ داخل سبد می‌گذاشت و دوباره پارچه را روی سبد می‌انداخت و صحنه را ترک می‌کرد. آنگاه عروسکی که نامش «آن» بود می‌آمد، و در غیاب «سالی»، توپ را از داخل سبد برمی‌داشت و داخل جعبه می‌گذاشت و درِ جعبه را می‌بست و از صحنه خارج می‌شد. سپس «سالی» به صحنه برمی‌گشت. آزمایش کننده از کودک می‌پرسید: « «سالی»، که الان می‌خواهد با توپش بازی کند، اولْ کجا به دنبال توپش خواهد گشت؟ داخل سبد؟ یا داخل جعبه؟»
سه گروه کودک مورد آزمایش قرار گرفتند: ۲۷ کودک معمولی، که انتظار می‌رفت نظریهٔ ذهن در آن‌ها به‌طور طبیعی تکامل یافته باشد، ۱۴ کودک مبتلا به سندرم داون و ۲۰ کودک مبتلا به اوتیسم. کودکانی که در پاسخ به سبد اشاره می‌کردند نظریهٔ ذهنِ درستی داشتند، چون می‌دانستند، اگرچه توپ اکنون در جعبه است، اما «سالی» از این واقعیت باخبر نیست، پس باید داخل سبد دنبال توپش بگردد. آن‌ها می‌دانستند که ذهنِ «سالی» باید یک باورِ غلط در مورد محل توپش داشته باشد، چون اطلاعاتی را که بچه‌ها داشتند ندارد. «سالی»، موقع جابجاییِ توپ از سبد به جعبه، از صحنه خارج شده بود. پس «سالی» باورهای خودش را دارد که با باورهای آن‌ها متفاوت است.
۸۵٪ بچه‌های عادی درست جواب دادند و به سبد اشاره کردند.
۸۶٪ بچه‌های دچار سندرم داون نیز درست جواب دادند و به سبد اشاره کردند.
تنها ۲۰٪ بچه‌های دچار اوتیسم درست جواب دادند.
کودک اوتیستیک خودش می‌داند توپ در جعبه است اما متوجه نیست که «سالی» ذهنی دارد که در جریانِ تغییر مکان توپ قرار نگرفته و ناچار نباید بداند که اکنون دیگر توپ در سبد نیست.

## روش‌هایی برای سازگاری و حمایت از کودک مبتلا به اوتیسم
پرورش کودکی که مبتلا به اختلال طیف اوتیسم است می‌تواند از لحاظ جسمی خسته‌کننده و از لحاظ هیجانی طاقت فرسا باشد. این پیشنهادها می‌تواند کمک‌کننده باشد:
- تیمی از متخصصان مورد اعتماد را برای درمان اوتیسم پیدا کنید. شما نیاز دارید که تصمیمات مهمی در رابطه با آموزش و درمان اوتیسم کودک خود بگیرید. تیمی از متخصصین که شامل روان‌شناس، روان‌پزشک، معلم، کاردرمانی، گفتاردرمانی و … می‌شود، می‌تواند به شما در این تصمیم‌گیری‌ها کمک کند.
- زمان‌هایی را برای خودتان و دیگر اعضای خانواده صرف کنید. مراقبت کردن از کودک مبتلا به اوتیسم می‌تواند بر روابط شخصی شما و روابط با خانواده استرس وارد کند. به منظور اجتناب از فرسودگی، فرصتی برای استراحت کردن فراهم کنید، ورزش کنید و از فعالیت‌های مورد علاقه خود لذت ببرید.
- با خانواده‌های دیگری که فرزند مبتلا به اختلال طیف اوتیسم دارند، آشنا شوید. خانواده‌های دیگری که دارای فرزندان مبتلا به اختلال طیف اوتیسم هستند، ممکن است تجربیات خوبی در اختیار داشته باشد.
- در رابطه با اختلال طیف اوتیسم یاد بگیرید. افسانه‌ها و تصورات غلط زیادی در رابطه با اوتیسم وجود دارد. یادگرفتن حقایقی در رابطه با اوتیسم به شما کمک می‌کند که کودک خود را بیشتر درک کنید.[۳۱۹]

## در ارتباط با کودکان اوتیستیک به این نکته‌ها توجه کنید
- برای فرد اوتیستیک ارتباط با دیگران و محیط بیرون دشوار است. او دنیا را طور دیگری می‌بیند و درک می‌کند. این افراد در ارتباط کلامی و غیر کلامی فعالیت اجتماعی و بازی‌ها دارای مشکل هستند. چون فهم دنیای بیرونی برای آن‌ها راحت نیست.
- این افراد ممکن است داری پر حسی یا کم حسی باشند. بخاطر همین نوازش، بغل و ارتباط فیزیکی ممکن است برای آن‌ها فوق‌العاده دردناک و وحشتناک باشد.
- یا یک صدای کم مثل رد شدن یک ماشین می‌تواند برای آن‌ها مانند انفجار باشد (پر حسی) یا برعکس؛ بنابراین از لمس، بغل یا صدا زدن‌های ناگهانی و بلند اجتناب کنید.
- در ارتباط با کودک از کلمات و جملات طولانی و سخت بپرهیزید. پردازش کلامی در این کودکان کم است. از کلمات ساده استفاده کنید و کلمات را شمرده شمرده بگویید.
- ارتباط کلامی تنها راه ارتباطی با این افراد نیست. کمک گرفتن از وسایل بصری یا نوشتاری توجه آن‌ها را بیشتر جلب می‌کند. استفاده از اشارات و زبان بدنی نیز در ارتباط مفید است.
- برای شروع ارتباط بهتر است کودک، شما را ببیند؛ یعنی در مسیر نگاهشان قرار بگیرید و بعد شروع به صحبت کنید.
- کودک را مجبور به انجام کاری نکنید یا سعی در بیرون کشیدن او از دنیای درونی‌اش نکنید برعکس خود را با او وفق بدهید و در کاری که او می‌خواهد انجام بدهد همراه بشوید.
- در ارتباط با این کودکان صبور باشید و با سرعت کمتر و حوصله بیشتری بازی یا فعالیت انجام دهید و حتی صحبت کنید.
- انتقاد باعث اضطراب در برخی این کودکان می‌شود؛ پس از رفتارش یا کارش به‌طور مستقیم انتقاد نکنید.
- احساسات خود را در چهره‌تان نمایش دهید.
- از رفتار و کارهای چالش‌برانگیز بپرهیزید. این کودکان غالباً به کارها و حرکات تکراری علاقه دارند و از آن لذت می‌برند. فعالیت‌ها و انتخاب‌های متنوعی پیش روی آن‌ها قرار ندهید. حتی می‌توانید یک داستان، یک بازی و یک کاردستی را که کودک نسبت به آن علاقه نشان داده است را هر روز تکرار کنید.

## جامعه‌شناسی اوتیسم و تأثیر اوتیسم بر خانواده، مراقبین و اقتصاد

### مبتلایان در ایران

#### ایران
گزارش‌هایی حاکی است که بیش از ۲میلیون نفر در ایران مبتلا به اوتیسم هستند و در تهران ۷۰۰ دانش آموز در ۵مدرسه که شامل ۱مدرسه دخترانه و ۴ مدرسه پسرانه در حال تحصیل وجود دارد.
در کشورهای پیشرفته، حمایت‌های مالی و خدمات درمانی باید برای درمان جامع کودکان مبتلا به اختلالات طیف اوتیسم برنامه‌ریزی‌های کوتاه‌مدت، میان‌مدت و طولانی‌مدت صورت بگیرد و توجه ویژه به والدین این کودکان مهم است؛ زیرا عملکرد این والدین دچار اختلال می‌شود و هزینه‌های زیادی به جامعه تحمیل می‌شود.

### والدین
خانواده‌هایی که از کودک اوتیستیک مراقبت می‌کنند، به دلایل مختلف با استرس بیشتری مواجه می‌شوند. والدین ممکن است برای درک تشخیص و یافتن گزینه‌های مراقبتی مناسب دچار مشکل شوند. والدین معمولاً دیدگاه منفی نسبت به تشخیص دارند و ممکن است از نظر عاطفی دچار سختی و مشکل شوند. از آنجایی که حدود ۸۵ درصد از افراد اوتیستیک در زندگی مستقل مشکل دارند، بیش از نیمی از والدین بالای ۵۰ سال هنوز با فرزند خود زندگی می‌کنند. برخی از مطالعات در ایالات متحده همچنین کاهش درآمد اقتصادی را در میان والدینی که از کودکان اوتیستیک مراقبت می‌کنند را نشان می‌دهد.

### خواهر و برادران
خواهر و برادرهای کودکان مبتلا به طیف اوتیسم تحسین بیشتر و درگیری کمتری را با خواهر و برادر آسیب دیده نسبت به خواهر و برادرهای کودکان سالم گزارش می‌کنند و در این جنبه‌ها از رابطه خواهر و برادری مشابه خواهر و برادرهای کودکان مبتلا به سندرم داون بودند. با این حال، آن‌ها میزان کمتری از نزدیکی و صمیمیت را نسبت به خواهر و برادرهای کودکان مبتلا به سندرم داون گزارش کردند. خواهر و برادر افراد مبتلا به ASD در بزرگسالی در معرض خطر بیشتری برای بهزیستی و سلامت منفی و روابط ضعیف‌تر با خواهر و برادر هستند.

### اشتغال در میان بزرگسالان مبتلا به اوتیسم

#### ایالات متحده
حدود نیمی از افراد اوتیستیک ایالات متحده بیکار هستند و یک سوم از کسانی که دارای مدرک تحصیلات تکمیلی هستند نیز ممکن است بیکار باشند. در میان کسانی که در ایالات متحده کار پیدا می‌کنند، بیشتر آن‌ها در محیط‌های حفاظت‌شده مشغول به کار هستند که با دستمزد کمتر از حداقل درآمد ملی آمریکا کار می‌کنند. در حالی که کارفرمایان نگرانی‌های خود را در مورد بهره‌وری و نظارت از افراد اوتیستیک بیان می‌کنند، کارفرمایان و استخدام کنندگان باتجربه افراد اوتیستیک گزارش‌های مثبتی از حافظه بالاتر از حد متوسط، توجه به جزئیات و همچنین توجه زیاد به قوانین را در کارکنان اوتیستیک خود گزارش کرده‌اند. بیشتر بار اقتصادی اوتیسم ناشی از کاهش درآمد در بازار کار است. بسیاری از افراد اوتیستیک در انتقال به بزرگسالی با موانع مهمی روبرو هستند. در مقایسه با جمعیت عمومی، افراد اوتیستیک بیشتر احتمال دارد که بیکار باشند و هرگز شغلی نداشته باشند. حدود نیمی از افراد ۲۰ ساله مبتلا به اوتیسم شاغل نیستند. برخی از بزرگسالان اوتیستیک قادر به زندگی مستقل نیستند. مطالعاتی نیز کاهش درآمد، و مشکلات اقتصادی را در میان والدینی که از کودکان اوتیستیک مراقبت می‌کنند را نشان می‌دهد.

### سربازی افراد اوتیستیک در ایران
در ایران افراد دارای اوتیسم از سربازی معاف شده‌اند. از آنجایی که فشار روحی، روانی و اقتصادی زیادی بر خانواده‌های دارای فرزند اوتیسمی وجود دارد، در گذشته امکان معافیت برای یک پسر دیگر و سالم خانواده دارای فرزند اوتیسم (یا معلولیت دیگری) نیز وجود داشت. اما هم‌اکنون و بر اساس ماده ۶ قانون جامع حمایت از حقوق معلولان، فقط خانواده‌های دارای دو فرزند اوتیسمی و معلول می‌توانند فرزند دیگر و سالم خود را از سربازی معاف کنند.

### در ادبیات، سینما، و رسانه‌ها

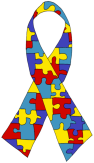
ربان آگاهی اوتیسم

#### ابرمعلول اوتیستیک (Supercrip)
«ابرمعلول» به مواردی اشاره دارد که رسانه‌ها دربارهٔ فرد معلولی که دستاورد قابل توجهی داشته گزارشی تهیه می‌کنند یا یک شخصیت ساختگی معلول و ناتوانی با این ویژگی می‌سازند اما به جای آنچه که آن شخص انجام داده یا به‌دست آورده است، بر روی معلولیت او تمرکز می‌کنند. آنها به دلیل استثنایی بودن آن شخص در مقایسه با سایرین با شرایط یکسان یا مشابه به عنوان الهام بخش به تصویر کشیده می‌شوند. این استناد به‌طور گسترده در گزارش ورزشکاران معلول و همچنین در به تصویر کشیدن دانشمندان اوتیسم استفاده می‌شود.
بسیاری از افراد ناتوان این بازنمایی‌ها را به عنوان تقلیل دادن وضعیت افراد به جای نشان دادن آنها به عنوان فردی کامل می‌بینند و آن را محکوم می‌کنند. علاوه بر این، تصویرسازی‌های اَبَرمعلولی به دلیل ایجاد این انتظار غیرواقع بینانه مورد انتقاد قرار می‌گیرند که معلولیت باید با نوعی استعداد، نبوغ یا بینش خاص همراه باشد.

### جنبش‌های اجتماعی

نماد «بی‌نهایت» جنبش حقوق اوتیسم

فرهنگ افراد دارای اوتیسم (خصوصاً در افراد اوتیستیک با «عملکرد بالا» یا دارای نشانگان آسپرگر) همراه با حقوق اوتیسم و تنوع عصبی، در جوامع به‌خصوص غربی ظهور کرده است. این جنبش‌ها به‌طور کلی استدلال می‌کنند که اوتیسم باید به عنوان یک تفاوت پذیرفته شود و به افراد دارای اوتیسم کمک اجتماعی کرد و نه تلاش برای درمان آنان، اگر چه اقلیتی از افراد مبتلا به اوتیسم همچنان به دنبال درمان هستند. در سراسر جهان، رویدادهای مربوط به اوتیسم عبارتند از روز جهانی اوتیسم، یکشنبه اوتیسم، روز غرور اوتیسم، Autreat و دیگر رویدادها. دانشمندان و محققان علوم اجتماعی کسانی که مبتلا به اوتیسم هستد را به امید کسب اطلاعات بیشتر در مورد «اوتیسم به عنوان یک فرهنگ، مقایسه بین فرهنگی … و تحقیق در مورد جنبش‌های اجتماعی.» مورد مطالعه قرار می‌دهند. بسیاری از افراد اوتیستیک در زمینه‌های مختلفی موفق بوده‌اند. 

#### تنوع عصبی
جنبش تنوع عصبی و جنبش حقوق اوتیسم، نوعی جنبش اجتماعی در چارچوب حقوق ناتوانی هستند و بر مفهوم تنوع عصبی که طیف اوتیسم را به‌عنوان نتیجه تغییرات طبیعی در مغز انسان توصیف می‌کند تا اختلالی که باید درمان شود تأکید دارند. جنبش حقوق اوتیسم از پذیرش بیشتر رفتارهای اوتیستیک حمایت می‌کند. این جنبش‌ها درمان‌ها و مداخلاتی را ترویج می‌کنند که به جای تقلید از رفتارهای افراد بدون اوتیسم، باید (بر اساس این دیدگاه) بر مهارت‌های مقابله‌ای در فرد اوتیستیک تمرکز کرد. همچنین این جنبش‌ها خواستار به رسمیت شناختن جامعه اوتیسم به عنوان یک گروه اقلیتی است. طرفداران حقوق اوتیسم یا تنوع عصبی معتقدند که طیف اوتیسم ژنتیکی است و باید به عنوان بیان طبیعی ژنوم انسان پذیرفته شود. این دیدگاه از دو دیدگاه مشابه دیگر متمایز است: ۱. دیدگاه سنتی پزشکی که بر اساس آن اوتیسم ناشی از یک نقص ژنتیکی است و باید با هدف قرار دادن ژن (های اوتیسم) مورد بررسی قرار گیرد، و نظریه‌های حاشیه‌ای که بر اساس آن اوتیسم توسط عوامل محیطی ایجاد می‌شود. با این حال، این جنبش‌ها دور از انتقاد نبوده‌اند. به عنوان مثال، یک استدلال رایج علیه فعالان تنوع عصبی این است که اکثر افراد بزرگسال اوتیستیکی که این جنبش‌ها را حمایت می‌کنند، خود دارای «اوتیسم با عملکرد بالا» هستند، سندرم آسپرگر دارند، یا خودشان (به اشتباه یا درست) و بدون تشخیص بالینی متخصص در خود اوتیسم را تشخیص داده‌اند و در نتیجه آنها دیدگاه افراد و خانواده‌های افراد دارای «اوتیسم با عملکرد پایین» را نشان نمی‌دهند.
مفهوم تنوع عصبی در میان گروه‌های مختلف حمایت از اوتیسم و گروه‌های تحقیقاتی بحث‌برانگیز است و به درگیری‌های درونی و اختلافاتی میان این گروه‌ها منجر شده است.

### سینما
فیلم‌های زیر به موضوع اوتیسم می‌پردازند: (به این نکته توجه کنید که تصویری که معمولاً رسانه‌ها از اوتیسم نشان می‌دهند ممکن است با واقعیت بسیار متفاوت باشد)
- مرد بارانی (۱۹۸۸)
- طلوع مرکوری (۱۹۹۸)
- مولی (۱۹۹۹)
- موتزارت و نهنگ (۲۰۰۵)
- فرزند ایکس (۲۰۰۷)
- بالون سیاه (۲۰۰۸)
- جان عزیز (۲۰۱۰)
- تمپل گراندین (۲۰۱۰)
- برفی (۲۰۱۲)
- دکتر خوب (۲۰۱۳)
- جک قلب‌های قرمز (۲۰۱۵)
- حسابدار (۲۰۱۶)
- دکتر خوب (۲۰۱۷)
- لطفاً آماده باش| دکتر خوب (۲۰۱۸)
- سرکوب (۱۳۹۸)
- دکتر معجزه گر (۲۰۱۹)
- ماری و مکس
- مشکلی نیست که خوب نباشی(۲۰۲۰)
- وکیل عجیب وو یونگ وو(۲۰۲۲)

### کتاب‌های داستانی
(به این نکته توجه کنید که تصویری که معمولاً رسانه‌ها از اوتیسم نشان می‌دهند ممکن است با واقعیت بسیار متفاوت باشد)
- اقیانوسی در ذهن (۲۰۱۷) اثر کلر وندرپول
- خواهر عروسکی (۲۰۱۷)اثر بنجامین لادویگ
- ماجرای عجیب سگی در شب (۲۰۰۳) اثر مارک هادون

## روزجهانی اوتیسم
دوم آوریل، مصادف با سیزدهم فروردین، به عنوان روز جهانی آگاهی از اوتیسم نامگذاری شده است. این روز بر اساس قطعنامه مجمع عمومی سازمان ملل متحد از سال ۲۰۰۸ تأسیس شده تا بر اهمیت آگاهی از اختلال طیف اوتیسم تأکید شود. در این روز، بسیاری از بناهای مشهور جهان با نور آبی روشن می‌شوند تا حمایت خود را از افراد اوتیستیک نشان دهند. شعارهای سالانه این روز بر افزایش آگاهی و حمایت از افراد اوتیستیک متمرکز است.